# St. Jodok (Landshut)

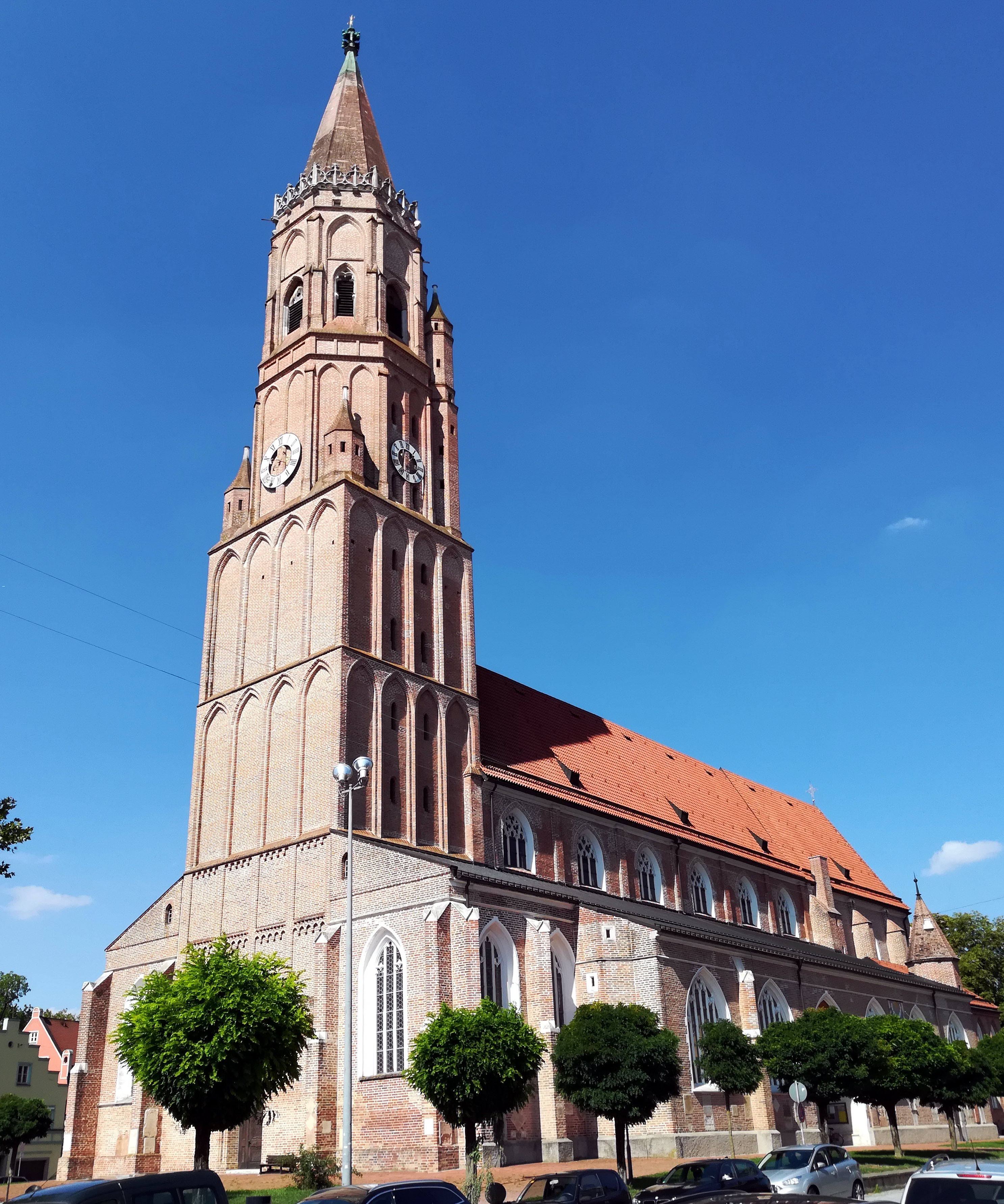
Außenansicht der Pfarrkirche St. Jodok

St. Jodok, auch Jodokskirche genannt, ist nach der Stadtpfarrkirche St. Martin die zweitälteste Pfarrkirche Landshuts. Neben der Martinskirche und Heilig-Geist-Kirche ist sie eine der drei großen gotischen Backsteinkirchen in der Landshuter Altstadt. Noch in der Hochgotik begonnen wurde der Bau wie mehrere andere Landshuter Kirchen in der zweiten Hälfte des 15. Jahrhunderts, also während der Spätgotik vollendet. Die heutige Ausstattung stammt größtenteils aus der Zeit der Neugotik im 19. Jahrhundert.

## Lage

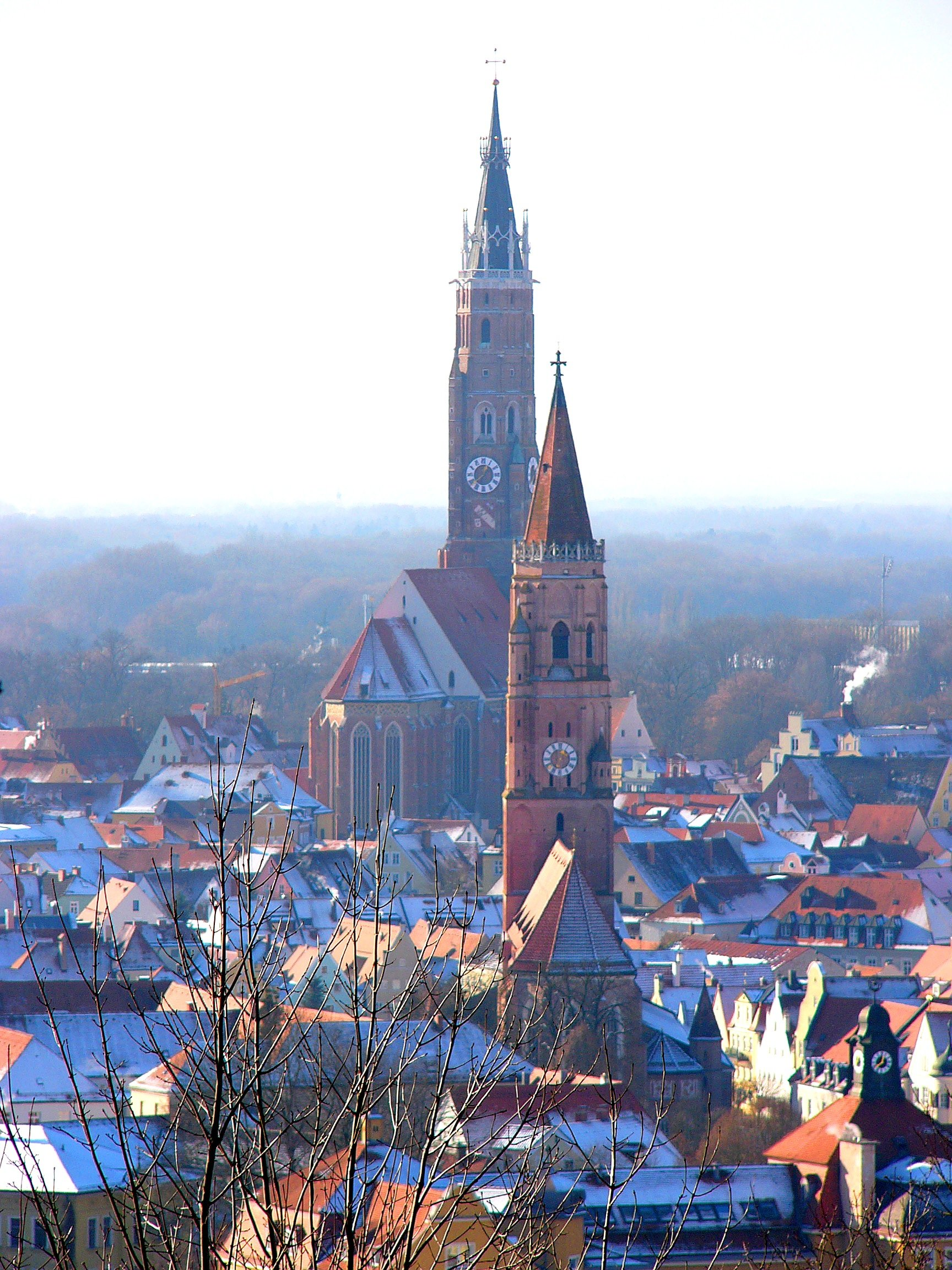
St. Jodok (im Vordergrund) und die Stiftsbasilika St. Martin

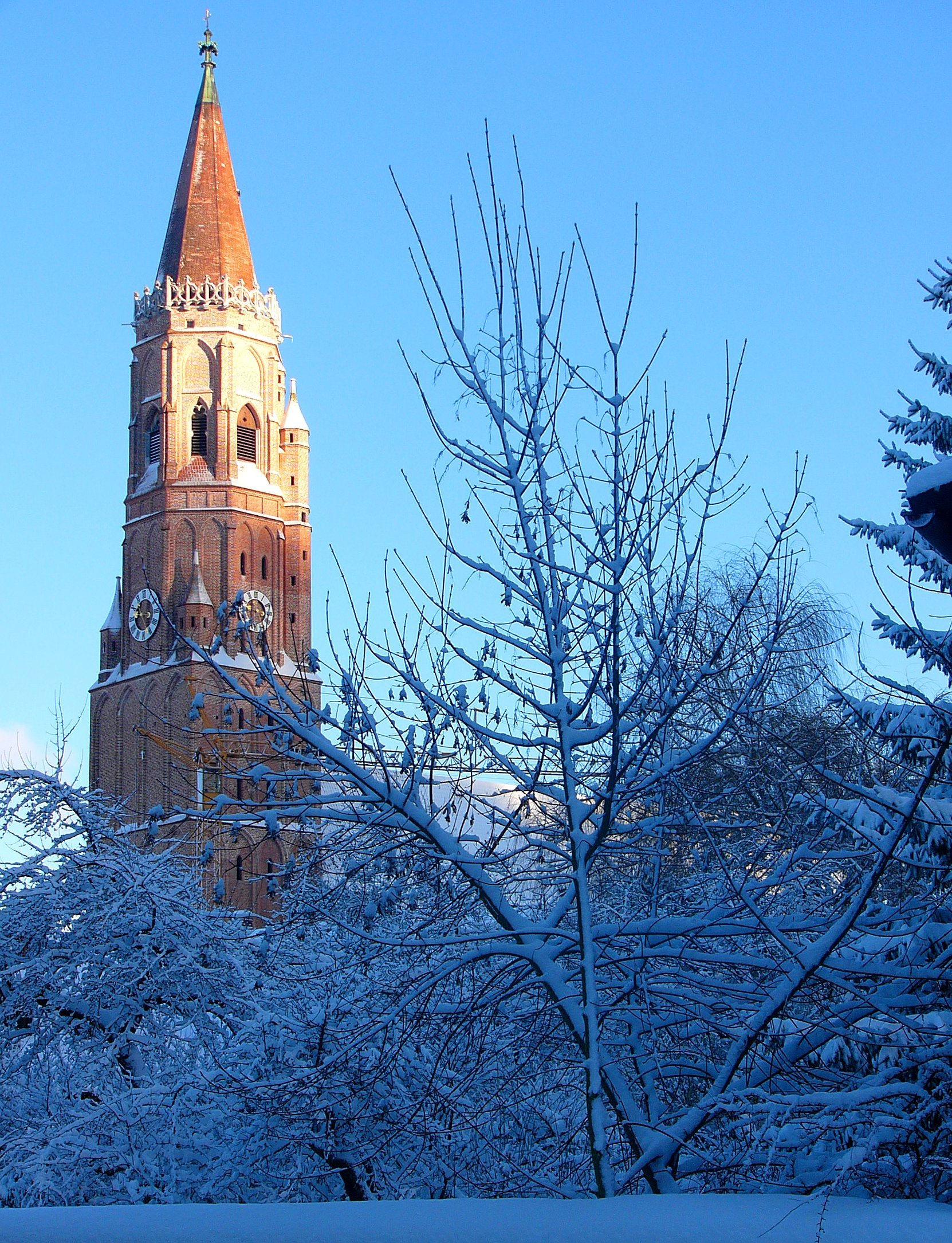
Turm der Jodokskirche vom Prantlgarten

Die Pfarrkirche St. Jodok befindet sich im 1338 gegründeten Stadtteil Freyung in der Mitte des gleichnamigen Platzes. Diese dominante Stellung inmitten eines Straßenmarktes, die häufig bei Kirchenbauten des 19. Jahrhunderts anzutreffen ist, gilt für eine mittelalterliche Kirche in Bayern beinahe als einmalig. Der rund um die Kirche befindliche Friedhof, der laut Stadtmodell von Jakob Sandtner von 1570 von einer hohen Mauer umgeben war, wurde 1806 aufgelassen. In der Folge verwandelte man Marktplatz und Friedhof in einen Promenadeplatz im Stile des Biedermeier, der heute parkähnlich gestaltet ist und in der Adventszeit für den Landshuter Christkindlmarkt genutzt wird.

## Patron der Kirche
Der Name der Kirche geht auf Jodok zurück, der im 7. Jahrhundert in der Bretagne geboren und später in der Picardie gewirkt hat. Er wird in der katholischen Kirche als Heiliger verehrt.
Die Gebeine Jodoks kamen nach dessen Tod um 669 zunächst nach Winchester in England, ab 977 aber wieder zurück nach Josse sul Mer. Dort hatte Jodok 665 eine Einsiedelei gegründet, die später in eine Benediktinerabtei überging. Herzog Heinrich XIV, der Gründer und Stifter der Kirche, besaß eine Reliquie des Heiligen, die er von Ludwig dem Bayern erhalten haben dürfte. Auf dessen Wunsch hin ließ er die Kirche diesem Heiligen weihen.
Das eher ungewöhnliche Patrozinium wird am 13. Dezember begangen.

## Geschichte
Der Kirchenbau wurde von Herzog Heinrich XIV. im Jahr 1338 als künftiger Mittelpunkt des neu gegründeten Stadtteils Freyung in Auftrag gegeben. Die Erhebung zur Pfarrei erfolgte 1369, als der Kirchenbau bereits vorläufig fertiggestellt war. Dieser hochgotische Bau, der stilistisch zwischen den schlichten Bettelordenskirchen des 13. und frühen 14. Jahrhunderts und den repräsentativen spätgotischen Backsteinkirchen einzuordnen ist, umfasste bereits den Chor mit Krypta, das basilikale Langhaus, wobei das Mittelschiff anstelle des Gewölbes lediglich eine Flachdecke besaß, und den unteren Teil des Turmes.
Bei einem Brand im Jahr 1403 stürzte die nördliche Wand des Mittelschiffs ein. In der Folge fand nicht nur ein einfacher Wiederaufbau statt, sondern es wurde das ursprüngliche Konzept maßgeblich weiterentwickelt. Zunächst wurden – den Datierung zufolge in der Zeit von 1438 bis 1449 – die Seitenschiffe um Seitenkapellen erweitert. Diese erfüllten im Wesentlichen drei Funktionen: eine liturgische Funktion als Altarräume für die zahlreichen Messbenefizien von verschiedenen Zünften und wohlhabenden Familien; außerdem eine statische Funktion zur Aussteifung der hohen Seitenwände; schließlich eine finanzielle Funktion, da mit den Kapellen, die auf Kosten der jeweiligen Stifter (Zünfte und Adelsfamilien) bis zum Dach vollendet wurden, auch Fundamente und Außenmauern hergestellt waren. Nach Fertigstellung der Seitenkapellen wurden noch die Vorhallen der Seitenportale eingefügt. Zwischen 1470 und 1480 erfolgte unter Pfarrer Caspar Westendorfer die Einwölbung des Mittelschiffs. Zu dieser Zeit dürfte der Turm bereits vollendet gewesen sein, während die Turmseitenkapellen erst Ende des 15. Jahrhunderts erbaut wurden. Bis auf die Errichtung der Orgelempore auf der Westseite des Langhauses im Jahr 1611 wurde in der Folge lange Zeit nicht mehr wesentlich in die Bausubstanz der Kirche eingegriffen.
Von 1780 bis 1789 wirkte an St. Jodok der Freisinger Domherr und Jesuit Damian Hugo Philipp von Lehrbach als Pfarrer.
Von 1838 bis 1845 war Johann Baptist Zarbl Pfarrer an St. Jodok. Dieser leitete ab 1839 die Regotisierung der Kirche nach den Plänen von Leonhard Schmidtner, einem der führenden Architekten der Neugotik in Südbayern, in die Wege. Die auffälligsten baulichen Maßnahmen stellen die „stilgerechte“ Erweiterung der Sakristei südlich des Chorraums, die 1839 als erste Maßnahme ausgeführt wurde, und der Anbau der Sakramentskapelle dar, die 1855 als Pendant zur Sakristei auf der Nordseite des Chores errichtet wurde. Außerdem erhielten Fenster des Mittelschiffes, die beim Anbau der Kapellen im 15. Jahrhundert verkürzt und etwa 200 Jahre später oval umgestaltet wurden, 1875 wieder in ursprüngliche Form und Größe zurück und wurden dabei mit Maßwerk aus Kunststein versehen. Dafür musste man die Dächer der Seitenschiffe absenken, die seitdem nicht mehr mit Dachziegeln, sondern nur noch mit Blech gedeckt sind. Noch unter Pfarrer Zarbl begann außerdem die Regotisierung der zuvor größtenteils barocken Ausstattung, die sich bis etwa 1890 hinzog. Die Anschaffung der neuen Hauptorgel von G. F. Steinmeyer & Co. im Jahr 1890 kann somit als Abschluss der Regotisierung von St. Jodok gesehen werden. 1844 und 1880 sowie erneut 1913 durch den Kunstmaler Martin Herz erfolgten Neufassungen der Raumschale. Erst bei der Renovierung von 1986 bis 1997 wurde die ursprüngliche Raumfassung im sogenannten „Landshuter Ocker“ wiederhergestellt.
Die nach dem Wiederaufbau infolge des Brandes 1403 umfangreichste Renovierung der Kirchengeschichte erfolgte in den Jahren von 1986 bis 1997. Die Kirche hatte wegen Einsturzgefahr zuvor vollständig gesperrt werden müssen. Ähnlich wie bei anderen Landshuter Kirchen war auch bei St. Jodok das Fundament aus Holzpfählen vermodert, da der Grundwasserspiegel im 20. Jahrhundert unter anderem infolge der Kanalisierung der Isar und der Erbauung des Maxwehres stark abgesunken war. Neben der kompletten Erneuerung des Fundaments (7 Mio. DM) mussten auch zahlreiche Folgeschäden an der Bausubstanz (7,5 Mio. DM) behoben werden. Außerdem erfolgten im Zuge der Arbeiten eine Neugestaltung des Kircheninneren im Sinne des Zweiten Vatikanischen Konzils, die Anschaffung einer Chororgel, die an der Stirnseite des südlichen Seitenschiffs anstelle des 1968 ebtferbte Corpus-Christi-Altares aufgestellt wurde, und die Umgestaltung des Sakramentskapelle zur Taufkapelle. Mit Gesamtkosten von rund 30 Millionen D-Mark war St. Jodok zur damaligen Zeit eine der teuersten Baustellen im Erzbistum München und Freising.

## Architektur

Innenansicht der Pfarrkirche St. Jodok

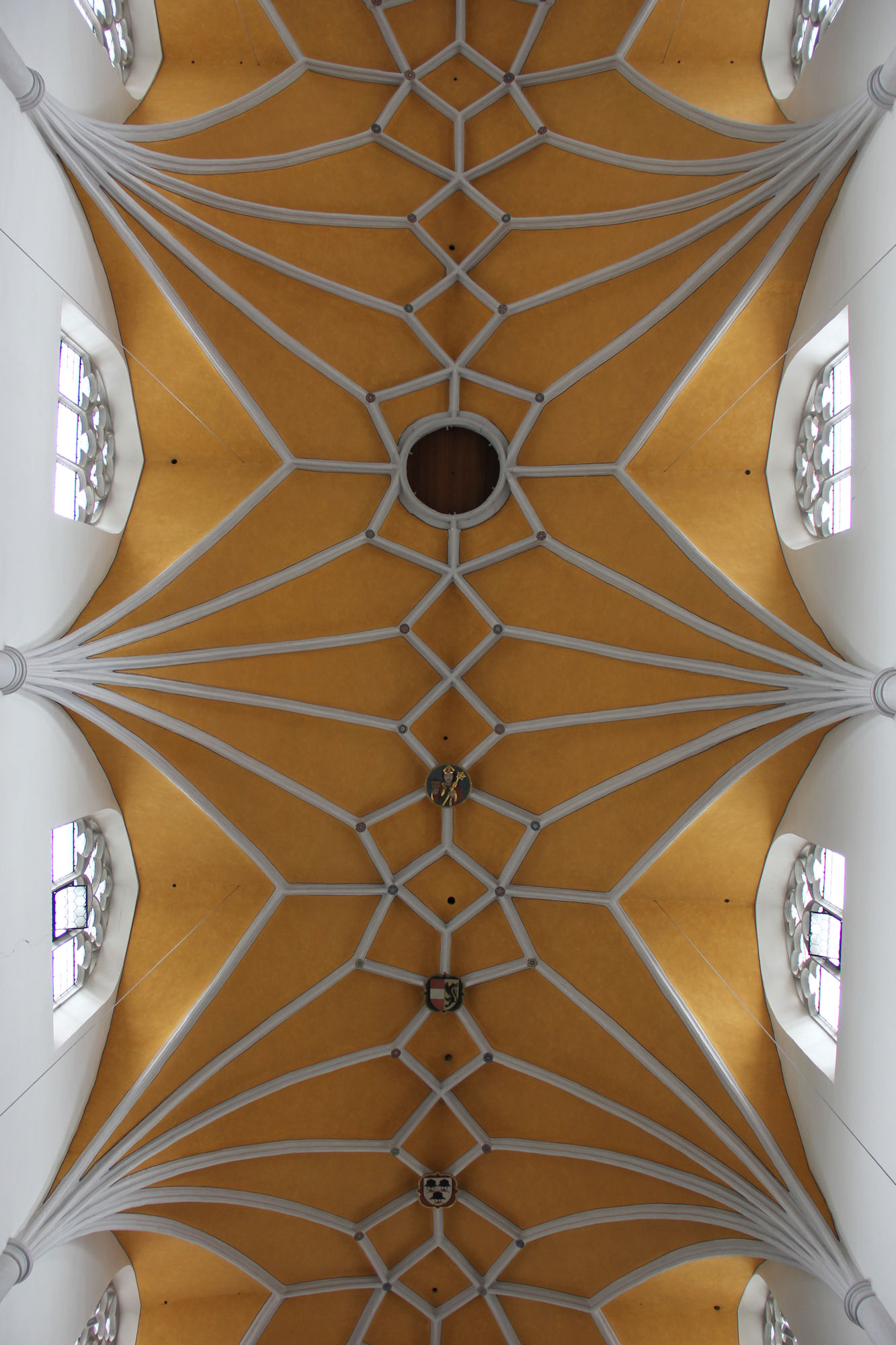
Netzrippengewölbe im Mittelschiff

Die Jodokskirche ist eine dreischiffige Pfeilerbasilika mit einem einschiffigen, dreijochigen Ostchor in Mittelschiffbreite. Nördlich des Chorraumes befinden sich in Verlängerung des Seitenschiffes die Aschkapelle, die Christophoruskapelle sowie die Taufkapelle. Südlich des Altarhauses schließt sich die im 19. Jahrhundert erweiterte, zweigeschossige Sakristei an. Das sechs Joche umfassende Langhaus besitzt in jedem Joch eine nördlich und eine südlich angebaute Seitenkapelle. Eine Ausnahme bildet das vierte Joch von Osten her, wo sich Vorhallen zu den beiden Seitenportalen befinden. Seitenkapellen und Portalvorhallen sind mit den Seitenschiffen unter einem niedrigen, mit Blech gedeckten Pultdach vereint, über dem sich der Obergaden erstreckt. Im Gegensatz ist der dreiseitig geschlossene Chor mit Strebepfeilern gegliedert.
Auf der Westseite ist dem Langhaus der Turm vorgesetzt, der ebenfalls Mittelschiffbreite aufweist und von der Gestaltung an den Turm der Martinskirche erinnert. Oberhalb von vier quadratischen Geschossen, die durch Spitzbogenblenden gegliedert werden, geht er unter der Vermittlung von vier Treppentürmchen ins Oktogon über. Dabei fällt das im Südosten angeordnete Türmchen, wie auch beim Martinsturm, deutlich höher aus als die drei übrigen und führt als einziges bis ins Glockengeschoss. Das von den Ecktürmchen begleitete Uhrengeschoss wird wiederum von Spitzbogenblenden aufgelockert, während das darüber angeordnete Glockengeschoss mit allseitigen, spitzbogigen Schallöffnungen versehen ist und von Eckstreben begleitet wird. Den Übergang zum gemauerten Spitzhelm markiert eine Art Sprengwerkkranz, der in ähnlicher Form am Martinsturm gleich zweimal zu finden ist. Den oberen Abschluss bildet eine Kreuzblume, deren Blätter 1860 von dem Spenglermeister Paul Weiß in Kupfer erneuert wurden.
Links und rechts des Turmes befinden sich in Verlängerung der Seitenschiffe die Annakapelle (nördlich) und die Oberndorferkapelle (südlich). An deren Giebeln befanden sich bis 1958 kleine Ecktürmchen, welche mit den noch vorhandenen Treppentürmchen an Sakristei und Taufkapelle korrespondierten. Im Innenraum sind Haupt- und Seitenschiffe durch profilierte spitzbogige Arkaden separiert, die  auf wuchtigen Pfeilern ruhen. Oberhalb dieser entspringt aus filigran wirkenden, halbrunden Wanddiensten das Netzrippengewölbe des Mittelschiffs. Dadurch ist dieses von den Seitenschiffen, die von einem weniger aufwändigen Kreuzrippengewölbe überspannt werden, deutlich hervorgehoben. Die Seitenkapellen, die einst von Adelsfamilien und Zünften gestiftet wurden, sowie die Vorhallen der Seitenportale sind wiederum mit einem Netzrippengewölbe ausgestattet, der Chor mit einem Kreuzrippengewölbe. Im westlichsten Langhausjoch wurde 1611 eine Orgelempore eingezogen, die mit qualitätvollem Stuck im Stile der Spätrenaissance verziert ist.
Unterhalb des Chorraums befindet sich eine Krypta, die sogenannte Veitskrypta, die bereits zur Entstehungszeit der Kirche angelegt wurde. Der Zugang erfolgt seit der Renovierung von 1986 bis 1997 wieder über eine Treppe in der Aschkapelle. Mit fünf Jochen, die sich über jeweils drei Schiffe erstrecken, nimmt die Krypta den gesamten Raum unterhalb des Presbyteriums ein. Das einfache Kreuzgratgewölbe wird von Rundpfeiler getragen, die auf steinernen Sockeln ruhen. Lediglich im Altarbereich ist das Gewölbe gefasst und ruht hier auf steinernen Säulen. Die spärliche Beleuchtung des Raumes erfolgt über drei kleine Fenster auf der östlichen Stirnseite, während die Seitenfenster im Norden und Süden im Laufe der Zeit alle zugemauert wurden.

### Maße
Die Gesamtlänge der Kirche beträgt rund 68,50 Meter. Dabei ist das Mittelschiff etwa 38,50 Meter lang; der Chor 21,50 Meter; die westliche Vorhalle im Turmerdgeschoss 8,50 Meter. Die Breite der Kirche beträgt rund 31,00 m. Dabei ist das Mittelschiff etwa 8,00 Meter breit; die Seitenschiffe je rund 6,50 Meter; die Kapellen je rund 4,50 Meter. Die Höhe des Mittelschiffes beträgt 18,35 Meter; die der Seitenschiffe 9,90 Meter; die der Kapelle 8,10 Meter. Die Höhe des Kirchturms wird mit 77 bis 80 Metern beziffert, je nach Bezugspunkt. Somit ist dieser der zweithöchste Kirchturm Landshuts nach dem „Martinsturm“.

## Ausstattung

Der neugotische Hochaltar (1863)

### Altarraum

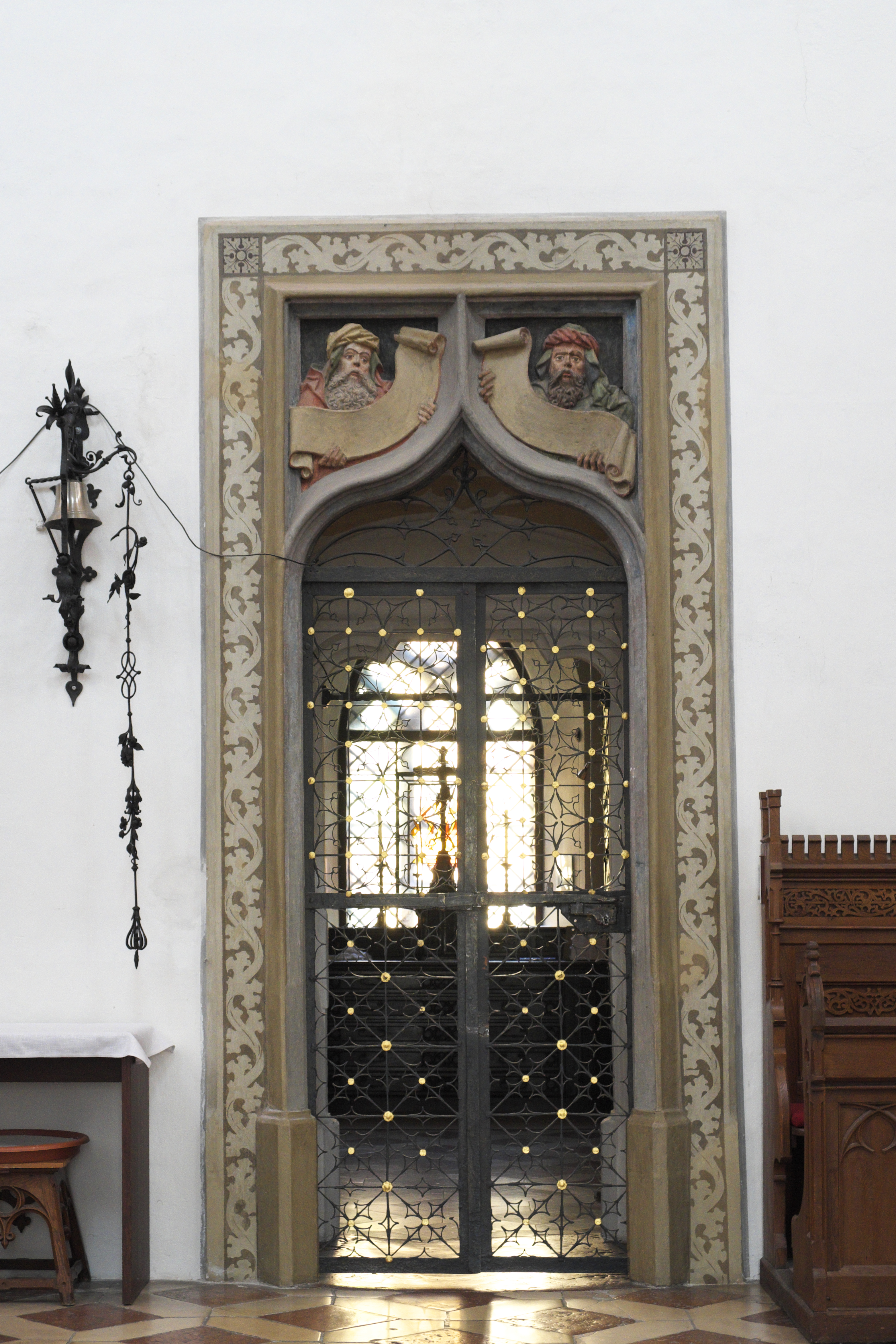
Spätgotische Sakristeitür

Liturgischer Mittelpunkt der Kirche ist heute der um drei Stufen erhöhte Altarbereich unterhalb des spitzen Chorbogens. Dieser wurde 1996 im Zuge der Kirchenrenovierung nach den Vorgaben des Zweiten Vatikanischen Konzils gestaltet. Ausführender Künstler war der Bildhauer Friedrich Koller aus Laufen an der Salzach. Er schuf unter anderem den Volksaltar und den Ambo, die wie der Fußboden in Adneter Rotmarmor gefertigt sind, die Sedilien und das Vortragekreuz mit Kreuzbalken aus Bergkristall und leuchtend roten Rubinen, welche die Wundmale Christi symbolisieren. Durch einen Vorhang aus filigranen Goldgehängen, der zwischen sieben hohen Leuchtern gespannt ist, wird das eigentliche Presbyterium abgetrennt und ist somit auch als eigenständiger Andachtsraum, der über die Aschkapelle zugänglich ist, nutzbar.
Den Blickfang im Presbyterium bildet der 1863 von dem Münchner Bildhauer Anselm Sickinger geschaffene Hochaltar im Stile der Neugotik. In seiner Gestaltung als Flügelaltar mit filigranem Gesprenge ist er stark an gotische Vorbilder angelehnt. Dabei ist die Mittelachse des Altares Christus vorbehalten. An der Tabernakeltüre ist er im Schweißtuch der Veronika dargestellt, darüber in der Aussetzungsnische wird sein eucharistischer Leib angebetet, oberhalb davon ist er verklärt am Berg Tabor mit Mose (links) und Elija (rechts) dargestellt und im Gesprenge als Teil eines Gnadenstuhles, der die Heilige Dreifaltigkeit abbildet. Zu beiden Seiten der Aussetzungsnische befinden sich unter Maßwerkbaldachinen der Pfarrpatron Jodok (links) und der heilige Sebastian (rechts), der als Stadtpatron Landshuts und zudem als zweiter Pfarrpatron verehrt wird. Oberhalb von Jodok sind im Gesprenge zwei kleine Figuren der alttestamentlichen Könige David und Melchisedek zu sehen, über Sebastian sind zwei Propheten zu sehen. Die geöffneten Altarflügel zeigen aufwändige Reliefs mit Szenen aus dem Leben Jesu und seiner Mutter Maria, die Rückseiten der Flügel sind mit einfacheren Reliefs versehen, welche die Evangelien der Fastenzeit zum Thema haben. Weitere Reliefs befinden sich an der Vertäfelung der Mensa, wo Szenen der Passion Jesu dargestellt sind. Es sind dies von links nach rechts eine Ölbergszene, die Grablegung und die Auferstehung Jesu Christi. Eine frühere Hochaltarfigur, die überlebensgroße Darstellung des heiligen Jodok aus der Zeit um 1520, geschaffen vom Landshuter Bildhauer Hans Leinberger, kann heute im Bayerischen Nationalmuseum in München besichtigt werden.
Neben dem Hochaltar ist auch das Chorgestühl dem neugotischen Stil zuzuordnen. Aus der Entstehungszeit der Kirche stammen jedoch die Reliefs in der Mauerecke links des Hochaltares. Sie sind die letzten Überreste eines ursprünglich rund neun Meter hohen Sakramentshauses, die bei der letzten Renovierung restauriert werden konnten. Viel besser erhalten ist dagegen das spätgotische Sakreisteiportal an der Nordwand des Altarraums. Am Türsturz sind zwei farbig gefasste, steinerne Prophetenköpfe mit Spruchbändern zu sehen. Hinter einem spätgotischen Eisengitter befindet sich die eisenbeschlagene Tür, die auf das Jahr 1482 datiert ist. In den Rautenfeldern zwischen den Blechstreifen sind gestanzte Jodoksfiguren, Lilien und Rosettenmuster zu sehen.

### Langhaus

Die neugotische Kanzel (1865)

Die neugotische Kanzel ist am Pfeiler zwischen dem zweiten und dritten Langhausjoch von Osten angebracht. Sie wurde 1865 von dem Landshuter Bildhauer Max Schuller geschaffen und ruht auf einem reich verzierten Kanzelfuß. Am Korpus sind die vier Evangelisten Matthäus, Markus, Lukas und Johannes mit ihren Attributen in Halbreliefs dargestellt. Auf dem Schalldeckel gruppieren sich um eine Plastik des Apostels Petrus die vier Kirchenväter Ambrosius, Augustinus, Gregor der Große und Hieronymus. Ganz oben befindet sich eine Figur Jesu Christi als Weltenherrscher, der die Rechte segnend erhoben hat und in der Linken das Evangelium trägt. Direkt unter der Kanzel befindet sich der 1997 von Friedrich Koller gestaltete Evangelienschrein. Am gegenüberliegenden Pfeiler ist eine farbig gefasste Kreuzigungsgruppe aus der Zeit um 1700 zu sehen. Die Figuren des Johannes und der Maria Magdalena ergänzte um 1780 der Landshuter Bilderhauer Christian Jorhan der Ältere, der seine Werkstatt in der Freyung hatte. Stilistisch ähnlich einzuordnen sind die kunstvoll geschnitzten Rokoko-Stuhlwangen aus der Zeit um 1740.
Unter der Westempore, direkt vor dem Hauptportal, befindet sich heute ein achteckiger spätgotischer Taufstein aus der Zeit um 1680, der als Weihwasserbecken genutzt wird. Beiderseits des Hauptportals sind in die Rückwand des Mittelschiffs zwei Rotmarmorepitaphien eingelassen: einer für den Ritter und herzoglichen Pfleger Peter von Altenhaus († 1513), der von dem Landshuter Bildhauer Stefan Rottaler geschaffen wurde, und einer für den 1619 im Dreißigjährigen Krieg gefallenen Ch. L. Ernst von Hagsdorf. An der Stirnwand des nördlichen Seitenschiffes ist neben dem Durchgang zur Aschkapelle seit 2005 eine lebensgroße Marienfigur mit Jesuskind zu sehen, die um 1490 von einem unbekannten Meister geschaffen wurde. Die Figur ist von einem modernen Goldreif mit sechs Leuchtern umgeben. Der Platz war frei geworden, nachdem man 1968 den neugotischen Rosenkranzaltar entfernt hatte. Entsprechend steht an der Stirnwand des südlichen Seitenschiffes die 1997 neu angeschaffte Chororgel anstelle des neugotischen Corpus-Christi-Altares, der zur gleichen Zeit entfernt worden war. Unmittelbar daneben wurde während der vorausgegangenen Kirchenrenovierung ein spätgotisches Relief der Beweinung Christi freigelegt. Am benachbarten Arkadenpfeiler sind noch Reste eines Freskos der Kreuzigung Christi zu sehen, das im Zusammenhang mit dem dort aufgestellten gotischen Seitenaltar stand.

### Seitenkapellen

Kreuzigungsgruppe

Die Seitenkapellen wurden ursprünglich von Adelsfamilie und Zünften gestiftet, die dementsprechend auch die Ausstattung ihrer Kapelle bestimmen durften. Ab Beginn der Regotisierung im Jahr 1839 wurde jedoch „Stilreinheit“ angestrebt, sodass nun auch die Ausstattung der Seitenkapellen einem übergeordneten Konzept folgen sollte. Daher wurden bis etwa 1880 die hohen Kapellengitter entfernt, die barocken Fresken und Stuckaturen übertüncht und durch neugotische Gewölberippen ersetzt sowie neugotische Altäre und Fenster mit aufwändigen Glasmalereien angeschafft. So ist wohl auch der frühere Hochaltar der während der Säkularisation abgebrochenen Franziskanerklosterkirche, der 1808 in die Jodokskirche gebracht wurde, bei der Regotisierung verschollen. Im Folgenden soll nun die Ausstattung der einzelnen Seitenkapellen in groben Zügen erläutert werden, wobei im Südosten mit der Bräuerkapelle neben der Chororgel begonnen wird.
Der Zwölfbotenaltar in der Bräuerkapelle wurde 1870 von der Mayer'schen Hofkunstanstalt in München gefertigt. Vom Tiroler Bildhauer Joseph Knabl stammen die Apostelgruppe, die entsprechend dem dreiteiligen Altaraufbau getrennt ist, und die Figur des Auferstandenen im Gesprenge. Das Glasfenster zeigt das Martyrium der „Apostelfürsten“ Petrus und Paulus. Es wurde 1882 ebenfalls nach einem Entwurf von Joseph Knabl ausgeführt.
In der anschließenden Frauenbergerkapelle, die an das gleichnamige Adelsgeschlecht erinnert, ist ein Flügelaltar der Landshuter Kunstanstalt Marzell Mayer zu sehen, welcher der Herz-Mariä-Verehrung gewidmet ist. Das Altarbild schuf der Innsbrucker Historienmaler Albrecht Steiner von Felsburg. Es zeigt Maria als Schutzmantelmadonna, wobei die heilige Agnes links und die heilige Barbara rechts auf das heilige Herz der Gottesmutter weisen. Die beiden Figuren Johannes’ des Täufers (links) und der heiligen Anna (rechts), die den Tabernakel flankieren, der heilige Jodok im Gesprenge und die Figurengruppe der Heiligen Familie in der Predella schuf Josef Kopp 1875. Das Glasfenster von 1884 zeigt die Anbetung des Jesuskindes durch die Heiligen Drei Könige. An der Rückwand der Kapelle konnte ein spätgotisches Fresko aus der Zeit um 1460 freigelegt werden, welches den Erhalt der Zehn Gebote durch Mose zeigt. In einzelnen Feldern werden diese mit deutschsprachigen Spruchbändern für das einfache Volk erklärt.

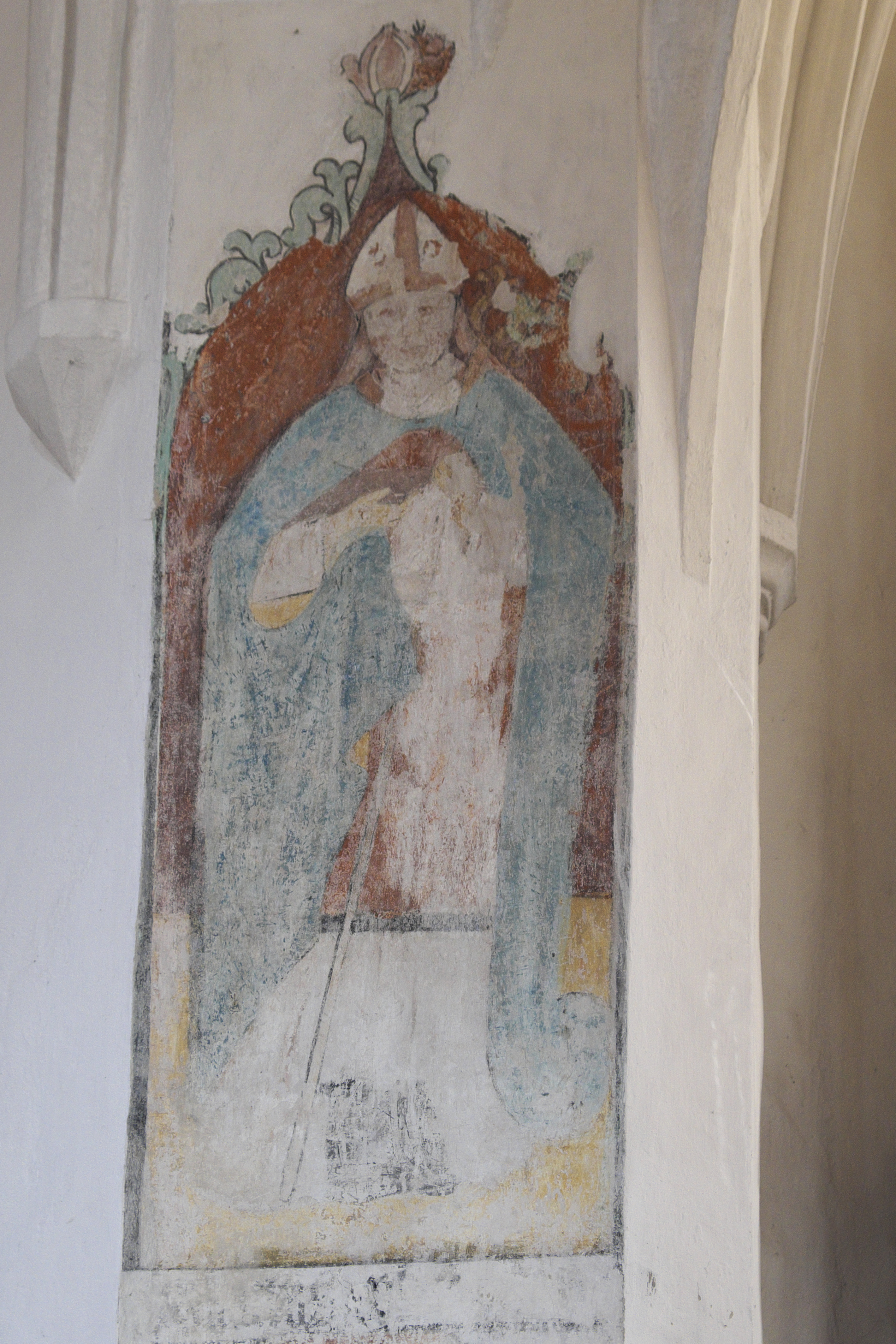
Spätgotisches Fresko der heiligen Erhard von Regensburg

Die Weberkapelle war ursprünglich dem heiligen Ulrich gewidmet und enthält heute einen Altar zu Ehren des heiligen Aloisius, der 1873 von Marzell Mayer gefertigt wurde. Die Figuren – zentral der heilige Alosius, flankiert von den Heiligen Thomas von Aquin (links) und Stanislaus Kostka (rechts) – schnitzte wiederum Josef Kopp. Die beiden Engelsfiguren in der Predella verweisen auf die Attribute des heiligen Aloisius: den Totenschädel als Zeichen der Bußfertigkeit, die Keuschheit symbolisierende Lilie und die abgelegte Krone als Zeichen des Verzichts auf weltliche Macht. Das 1884 entstandene Glasfenster zeigt eine Vision des heiligen Antonius von Padua, dem im Gebet das Jesuskind erscheint. Die Szene wird von den Heiligen Martin von Tours und Teresa von Avila begleitet. Am Bogenpfeiler ist ein spätgotisches Fresko erhalten, das den heiligen Bischof Erhard darstellt.
Hinter dem südlichen Seitenportal schließt sich die Fragnerkapelle (Kaufleute und Krämer) an, welche seit jeher dem Stadtpatron Sebastian geweiht ist. Daher ist auf dem Altargemälde des Münchner Künstlers Josef Holzmaier auch die sogenannte Sebastianspflege nach dessen erstem Martyrium dargestellt. Der Altaraufbau wurde 1848 von Anselm Sickinger nach einem Entwurf des Landshuter Architekten Anton Harrer gefertigt. Das Altarbild wird von Figuren des heiligen Korbinian mit dem Bären und eines weiteren heiligen Bischofs mit Kirchenmodell flankiert. Im Glasfenster ist der heilige Sebastian als römischer Offizier zu sehen, der in dieser Funktion als Tröster der inhaftierten Christen gilt. In die Rückwand der Kapelle ist ein Reliquienschrein mit Gebeinen der Heiligen Jodok und Sebastian eingelassen. Darüber hängt ein 1658 für den damaligen barocken Hochaltar geschaffenes Gemälde von Raymund Scherrich, welches den heiligen Jodok darstellt. Am Bogenpfeiler befinden sich schließlich dessen Attribute – der Pilgerhut, die Muschel, der Pilgerstab und die abgelegte Krone – in einer modernen Komposition von Friedrich Koller aus dem Jahr 2007.
Als letzte Kapelle ist die Schreinerkapelle an das südliche Seitenschiff angebaut. Der Vesperbildaltar wurde 1876 von der Mayer'schen Hofkunstanstalt nach dem Vorbild frühgotischer Baldachinaltäre geschaffen. Die Pietà mit trauernden Engeln stammt von Joseph Knabl; die Assistenzfiguren der Heiligen Katharina von Siena (links), Bernhard von Clairvaux (rechts) und Ottilia (im Auszug) schuf Josef Kopp. Dieser fertigte auch das Relief in der Predella, welches die Begegnung der Maria Magdalena mit dem Auferstandenen zeigt. Im Glasfenster ist der Kreuzestod Christi dargestellt. Aufgrund der Thematik von Kreuzigung und Auferstehung dient die Schreinerkapelle als Gedenkort für die Verstorbenen und Gefallenen der Pfarrei.

Glasfenster der Seitenkapellen
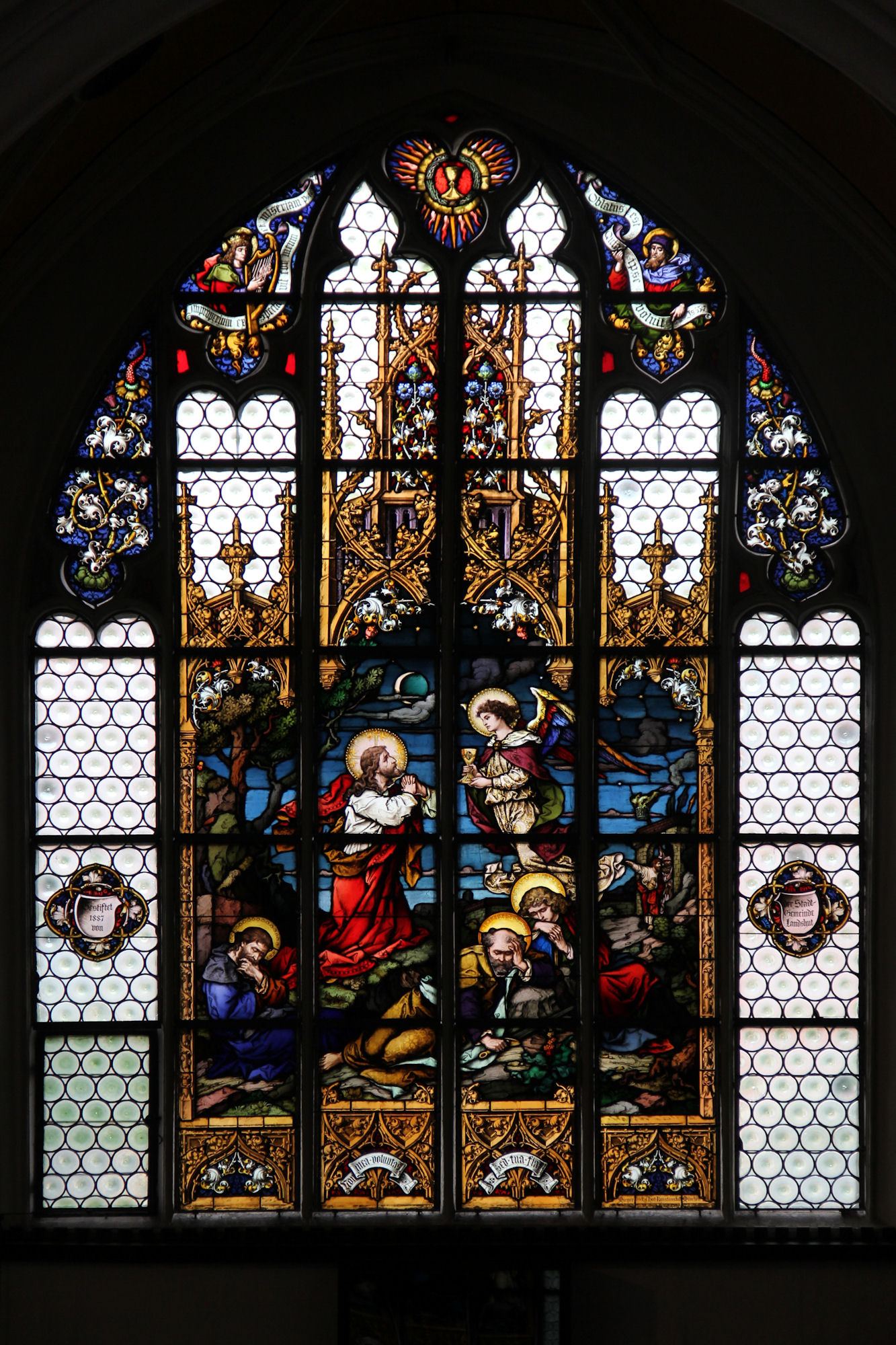
Bräuerkapelle „Apostelfürsten“ Petrus und Paulus
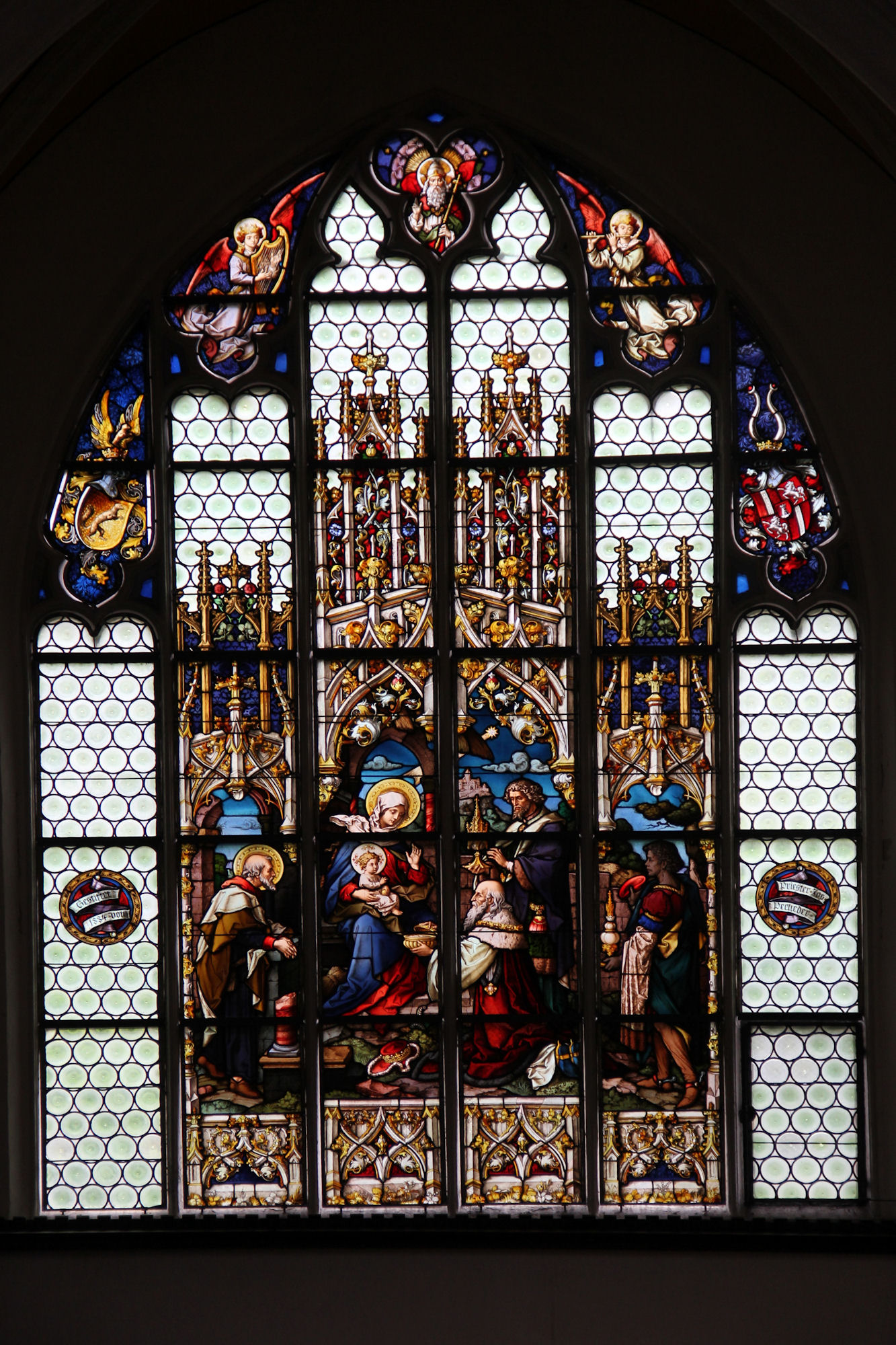
Frauenbergerkapelle Anbetung der Heiligen Drei Könige
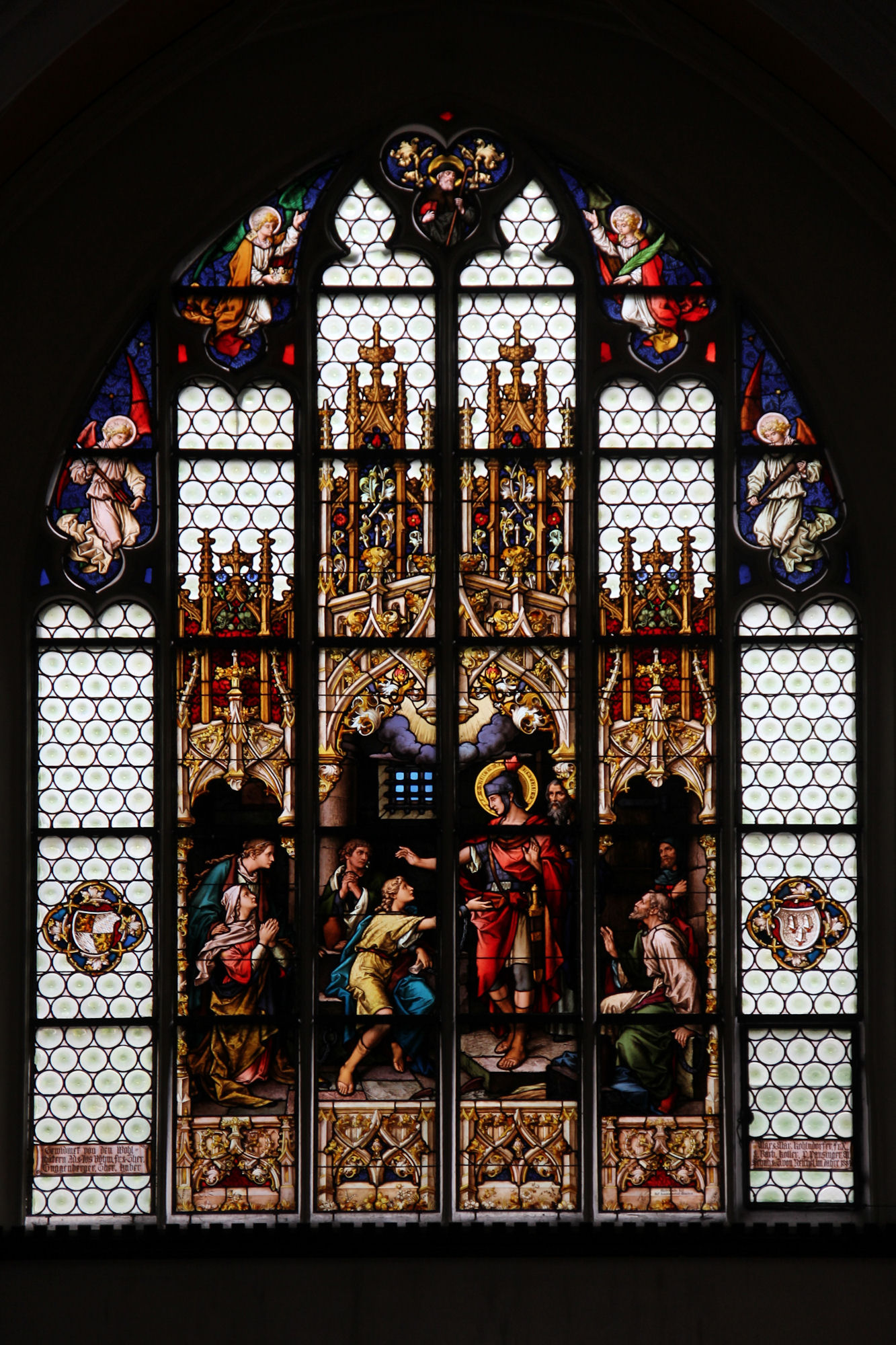
Fragnerkapelle Sebastian als Tröster der inhaftierten Christen
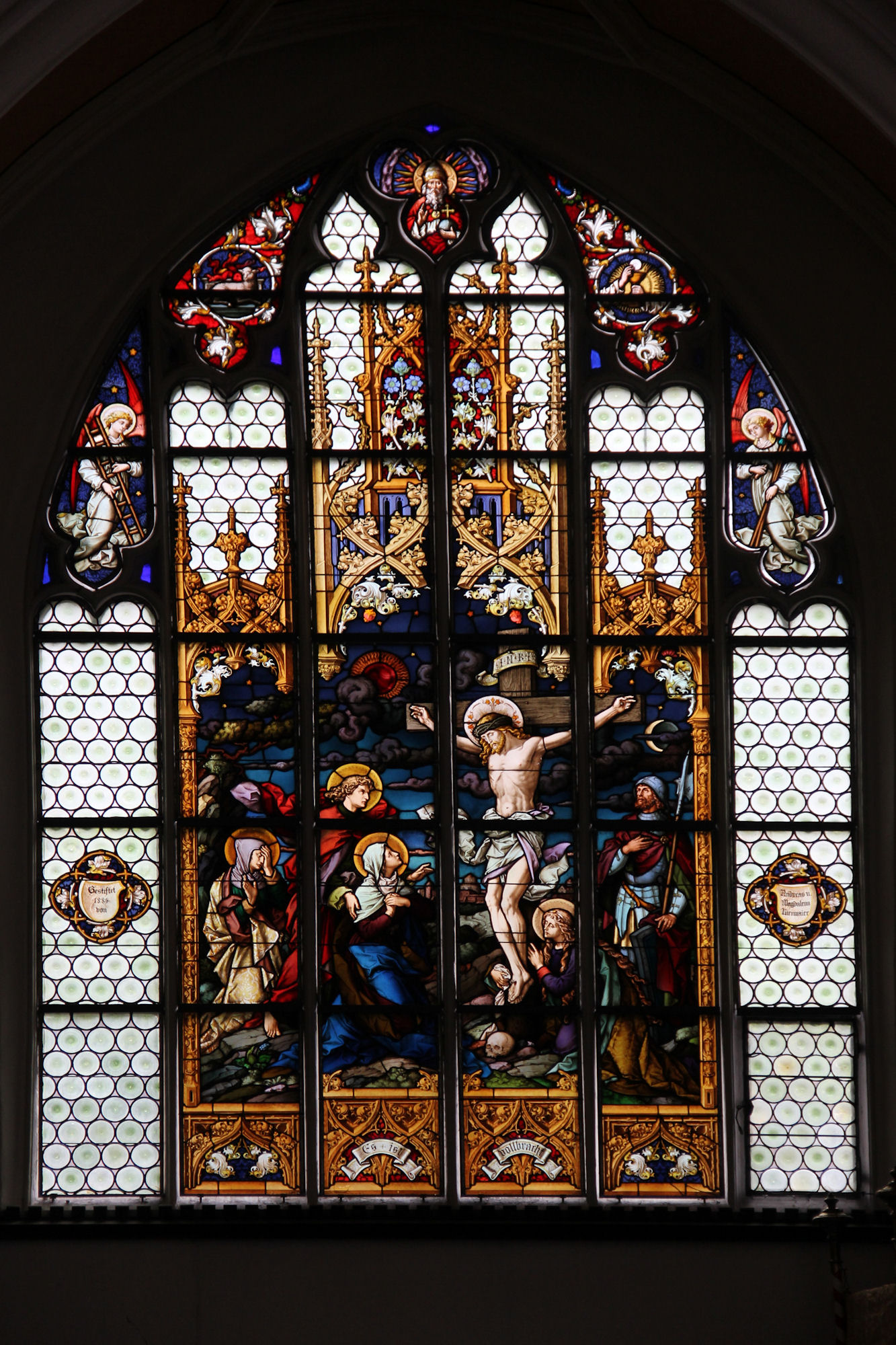
Schreinerkapelle Begegnung der Maria Magdalena mit dem Auferstandenen
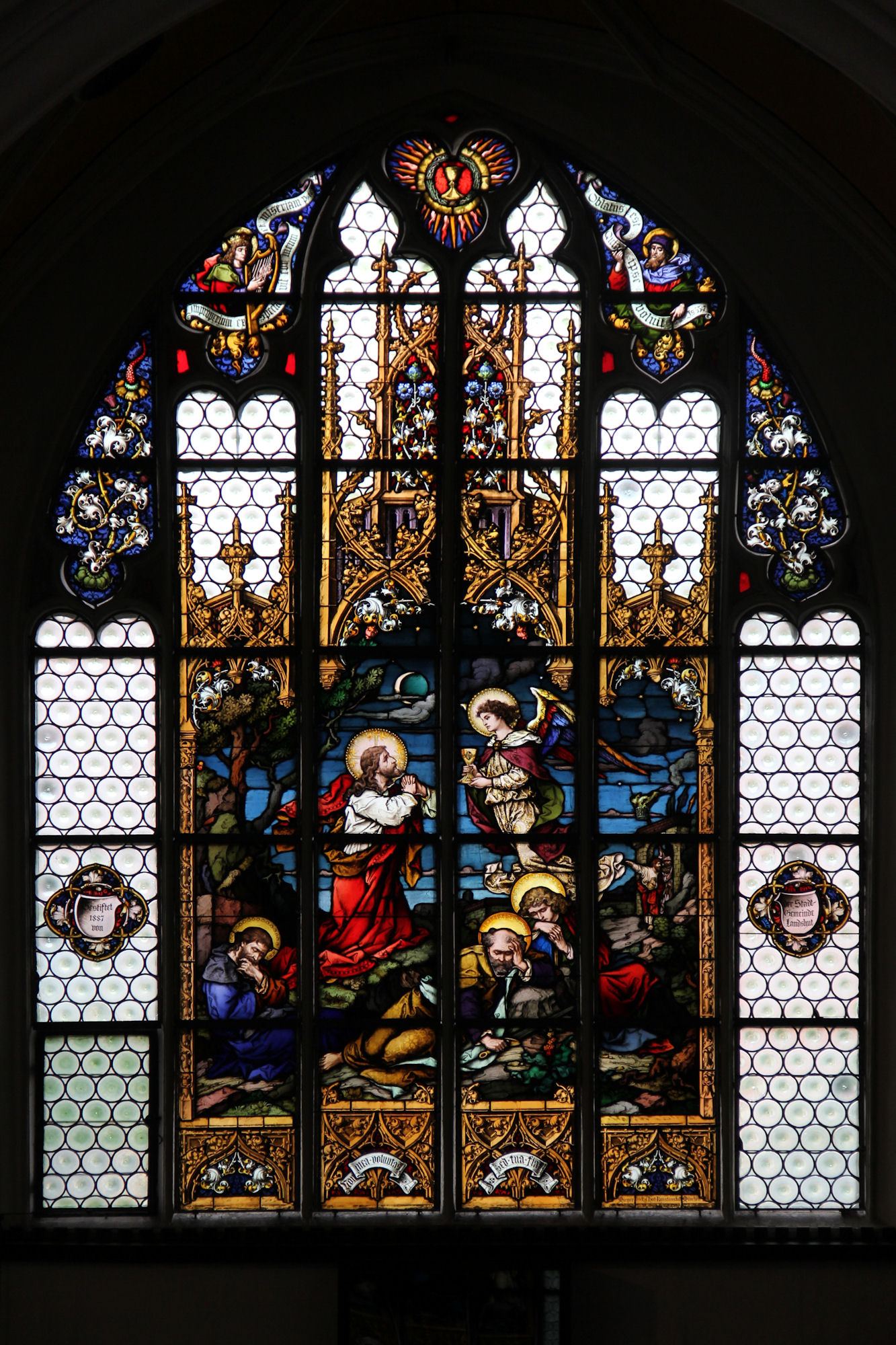
Metzgerkapelle Ölberggebet Jesu
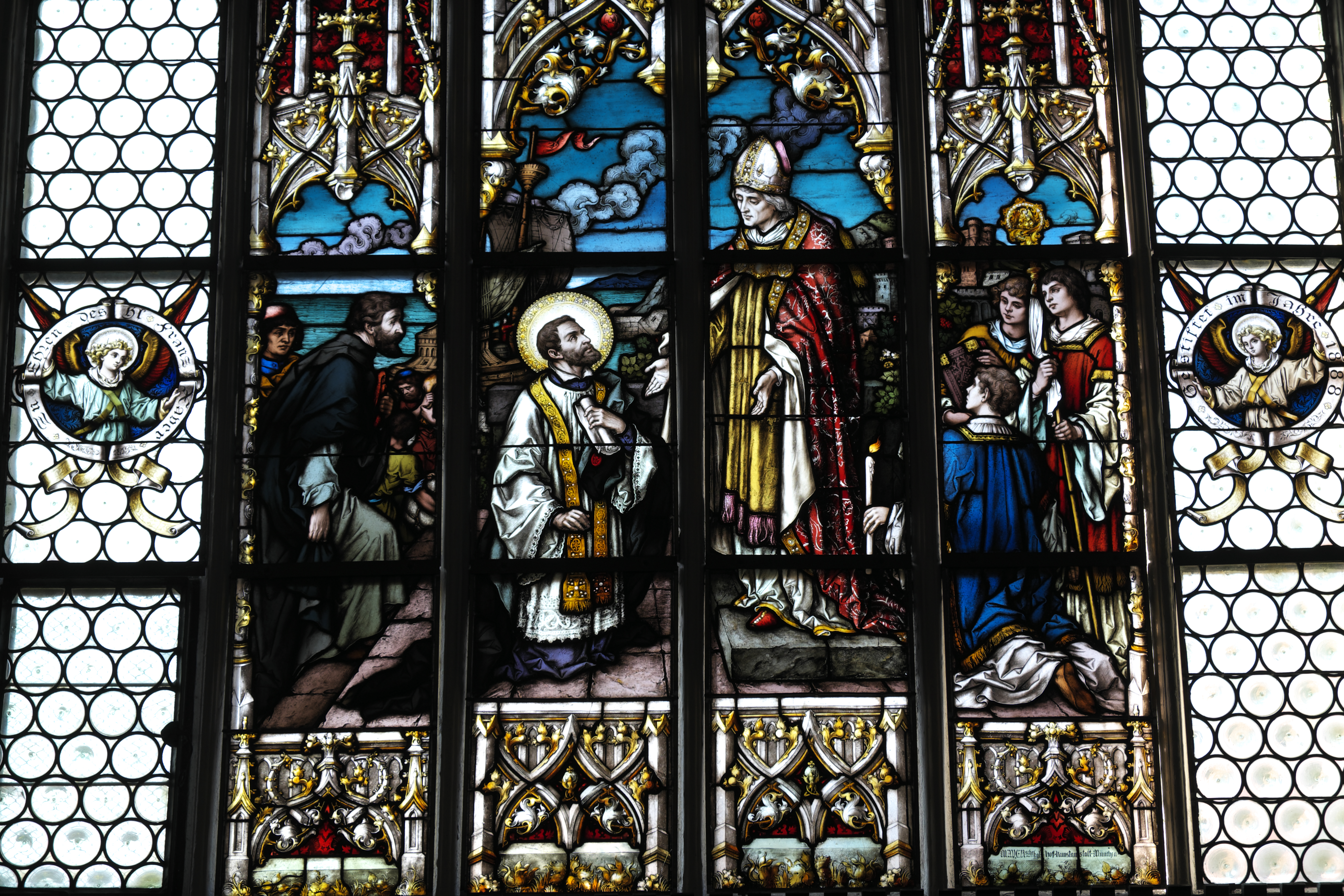
Bäckerkapelle Franz Xaver als Apostolischer Legat in Goa
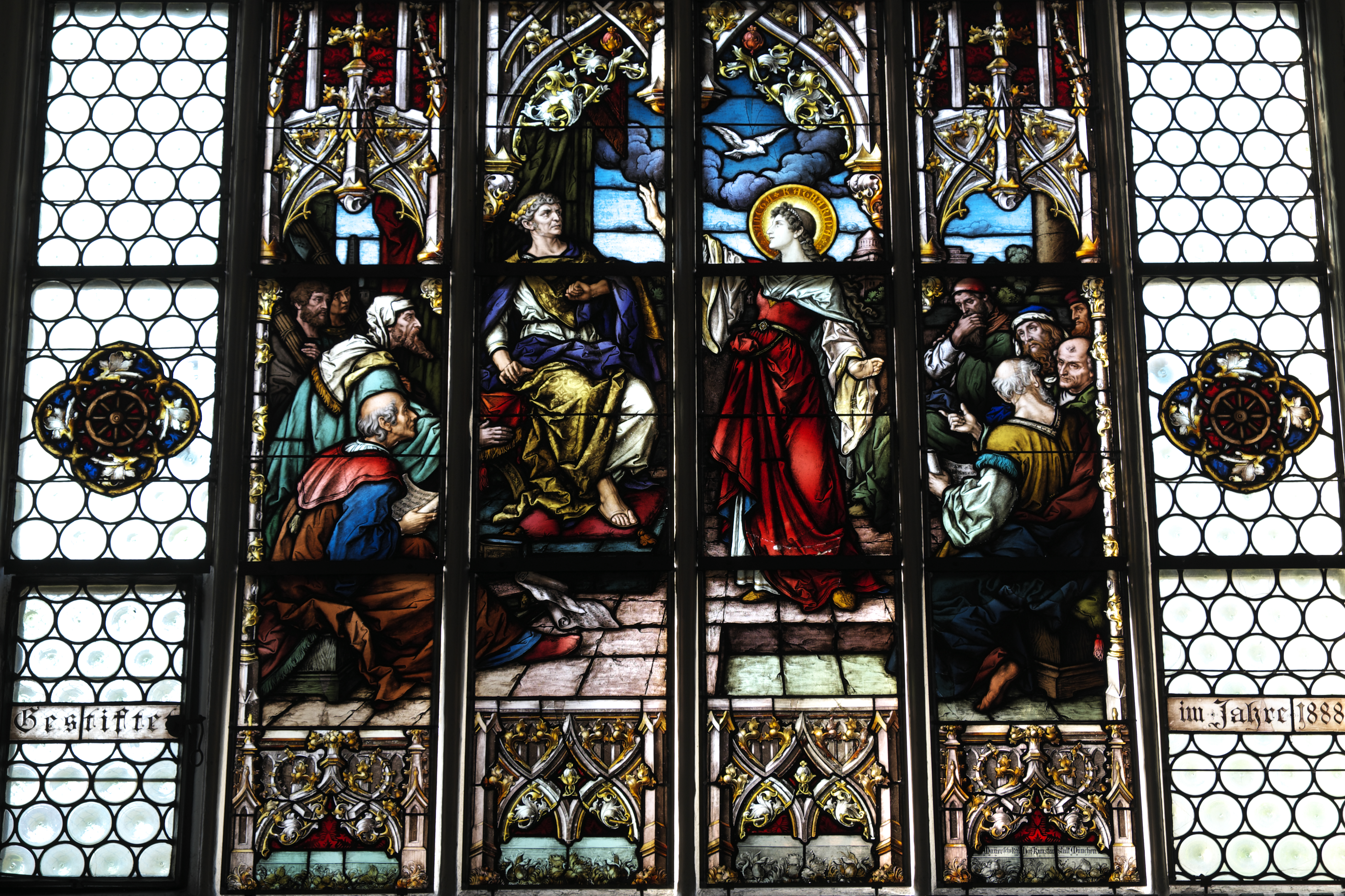
Hutmacherkapelle Wundersame Übertragung des Leichnams der Katharina
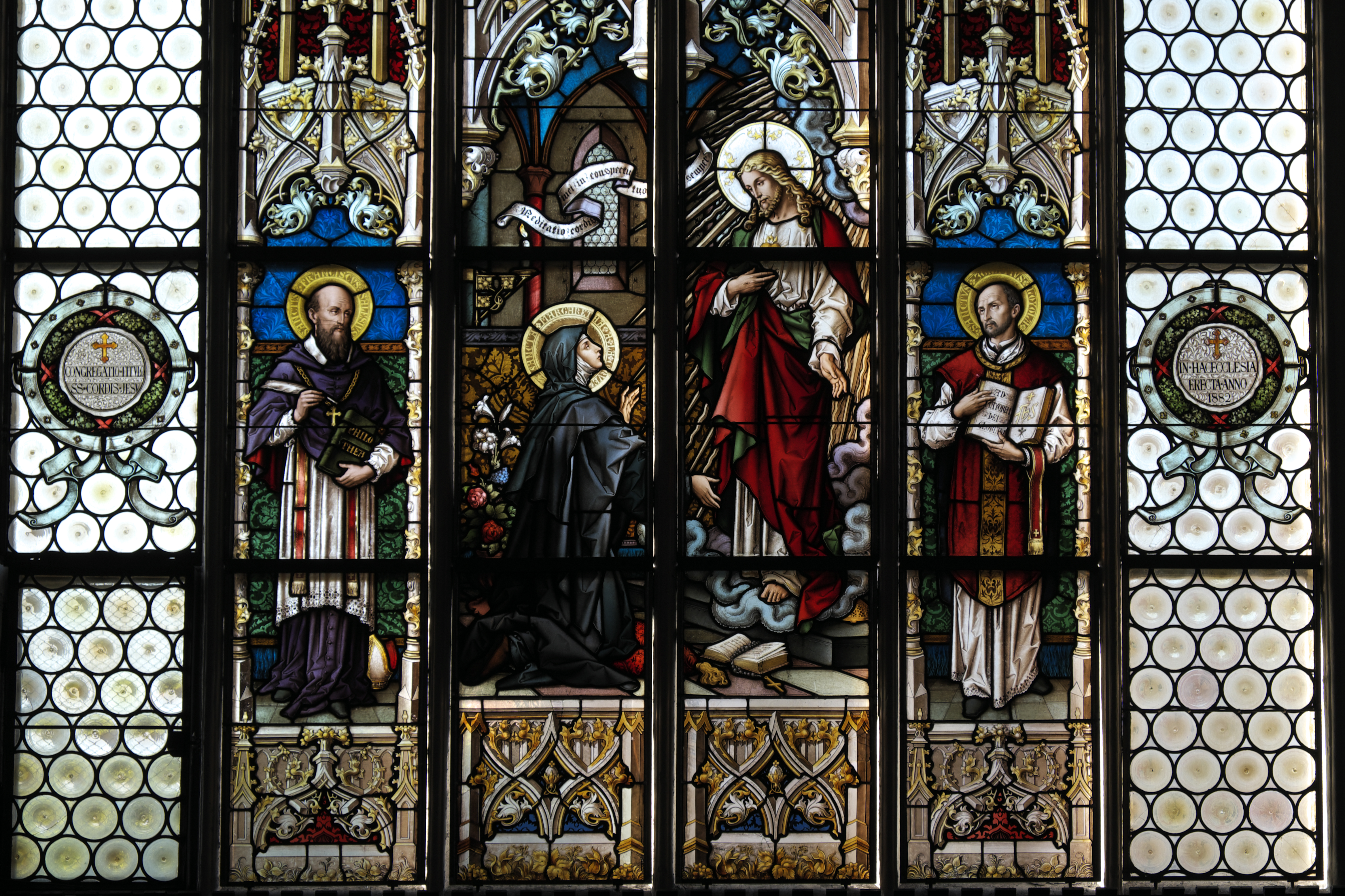
Schusterkapelle Vision der Margareta Maria Alacoque
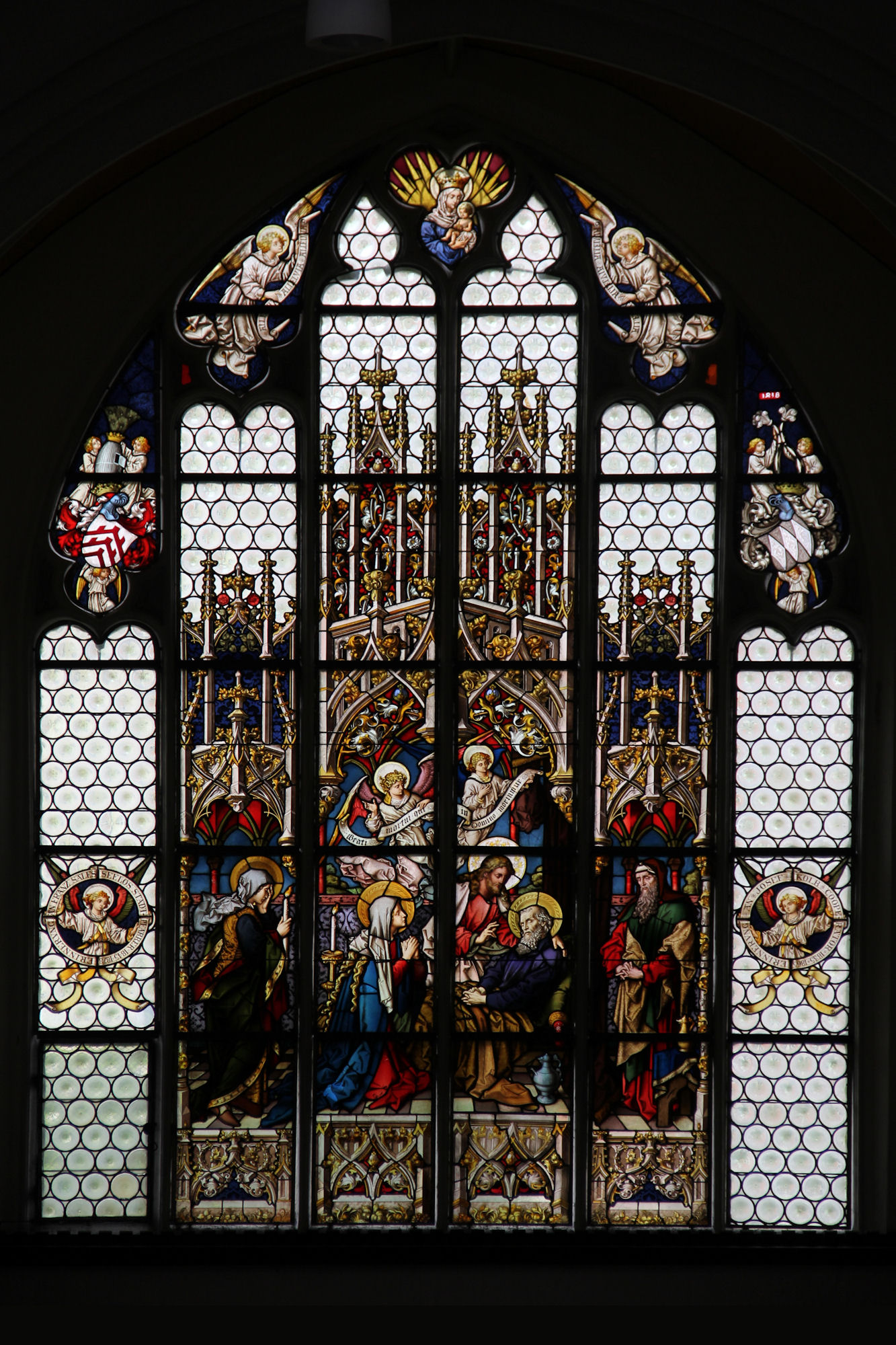
Eckherkapelle Tod des heiligen Josef

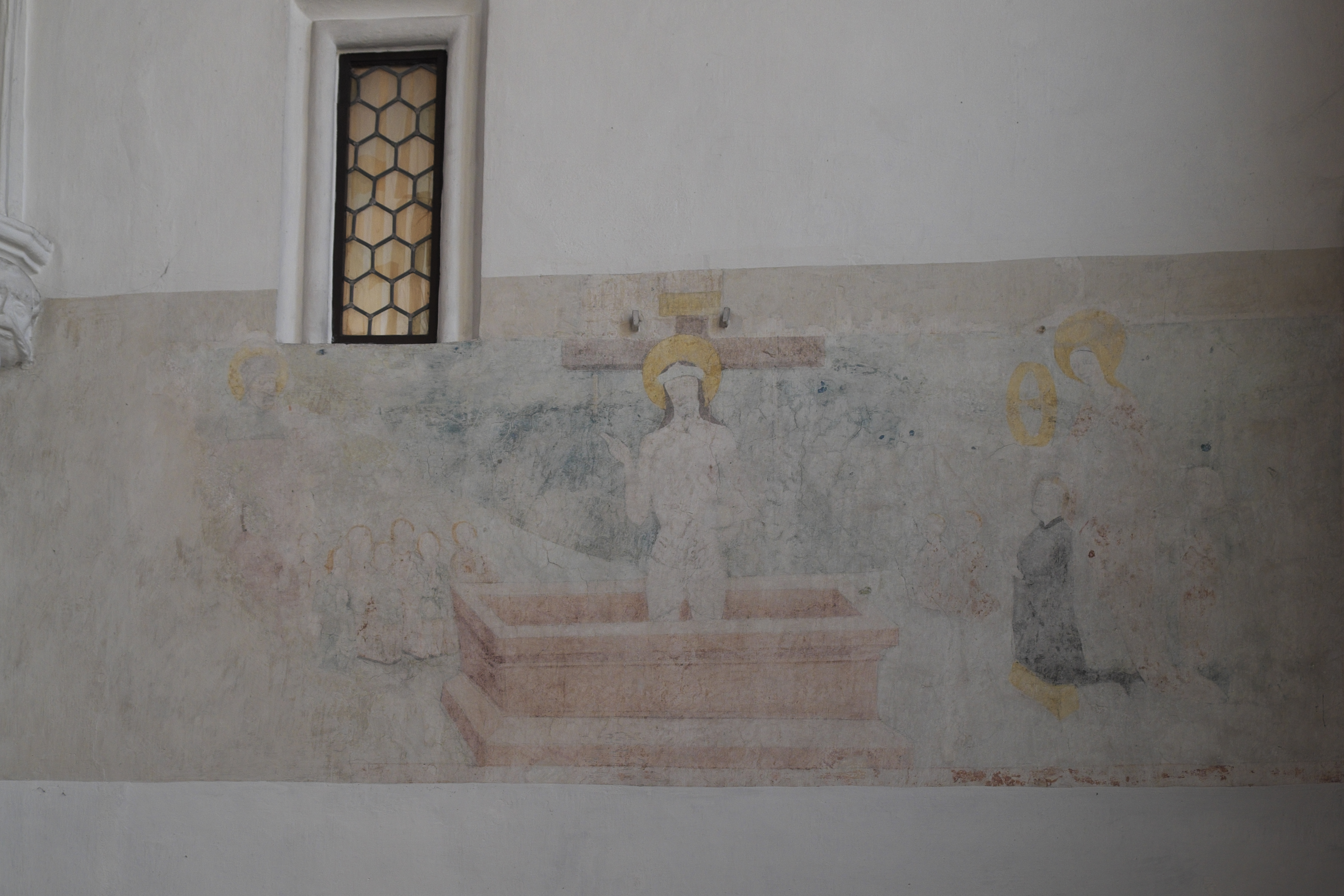
Darstellung der Auferstehung Jesu Christi auf dem spätgotischen Fresko in der Metzgerkapelle

Die beiden Kapellen links und rechts des Turmes wurden im Gegensatz zu den übrigen Seitenkapellen ursprünglich als eigenständige Kirchenräume angelegt. Heute sind keine Altäre mehr vorhanden, die Turmseitenkapellen enthalten Beichträume. Die südlich an den Turm angebaut Oberndorferkapelle, die auf ein Benefizium der gleichnamigen Landshut Patrizierfamilie im Jahr 1484 zurückgeht, besaß das Patrozinium Allerseelen. Das Gewölbe weist hier gebogene Rippen auf, eine Konfiguration, die sonst nirgendwo in der Jodokskirche zu finden ist. Von dem neugotischen Altar, der den Armen Seelen und dem heiligen Laurentius geweiht war, sind noch das Altarblatt und die Flügel erhalten. Nördlich des Turmes befindet sich die Annakapelle, in der ebenfalls noch das ehemalige Altargemälde, hier von Josef Holzmaier, erhalten ist. Außerdem sind in der Kapelle Fragmente einer Ausmalung zu finden, die Mitte des 16. Jahrhunderts entstanden sein dürfte. 1962 wurde die Darstellung der klugen und törichten Jungfrauen (Mt 25,1-13 ) freigelegt. An einem der Schlusssteine ist außerdem das Wappen von Georg dem Reichen und seiner Gattin Hedwig von Polen, also des Brautpaares der Landshuter Hochzeit, zu sehen.
Die westlichste Kapelle, die an das nördliche Seitenschiff angebaut ist, wird als Metzgerkapelle bezeichnet. Der Altar wurde 1842 als einer der ersten neugotischen Altäre in der Jodokskirche aufgestellt und erinnert wie der in der Schreinerkapelle an einen frühgotischen Baldachinaltar. Unter dem Baldachin ist eine lebensgroße Figur des Christus in der Rast zu sehen. Als Assistenzfiguren fungieren die Heiligen Andreas (links), Rupert (rechts) und Christophorus mit dem Jesuskind (in der Predella). Im Glasfenster ist die Ölbergszene zu sehen. Ein verblasstes spätgotisches Fresko an der Rückwand der Kapelle zeigt die Auferstehung Jesu Christi.
Die sich anschließende Bäckerkapelle enthält einen Altar, der dem heiligen Franz Xaver, einem jesuitischen Missionar, geweiht ist. Dieser besitzt den gleichen Aufbau wie der Altar in der gegenüberliegenden Fragnerkapelle und wurde wie dieser 1848 von Anselm Sickinger geschaffen. Das Altarblatt von Josef Holzmaier zeigt den heiligen Franz Xaver bei seiner Missionstätigkeit vor dem Hintergrund einer exotischen Küstenlandschaft. In den beiden Nischen stehen links der heilige Benno und rechts der heilige Rupert. Im Glasfenster ist der heilige Franz Xaver als Apostolischer Legat in Goa dargestellt. In diesem Kapellenraum gibt es außerdem zwei spätgotische Fresken: Hinter dem Altarauszug sind kaum sichtbar der Gekreuzigte und zwei betende Männer, womöglich die Stifter, zu sehen; an der Rückwand befindet sich eine auf 1523 datierte Darstellung der Schutzmantelmadonna, welche im 19. Jahrhundert stark überarbeitet wurde.
Östlich des Nordportals schließt sich die Hutmacherkapelle an, deren Altar seit dem 16. Jahrhundert stets der heiligen Katharina geweiht war. Der heutige Altar stammt aus dem Jahr 1872 und wurde von der Mayer'schen Hofkunstanstalt errichtet. Das zentrale Relief zeigt die mystische Vermählung der Katharina mit dem Jesuskind. Bei den Assistenzfiguren handelt es sich links um den heiligen Antonius von Padua, rechts um den heiligen Franz von Assisi. In der Predella ist zudem ein Relief der wundersamen Übertragung des Leichnams der heiligen Katharina durch Engel zum Katharinenkloster auf dem Berg Sinai zu sehen. Im Glasfenster ist wiederum Katharina dargestellt, die vor römischen Gelehrten und dem Kaiser ihren Christglauben verteidigt.
Die Schusterkapelle enthält einen weiteren Altar der Mayer'schen Hofkunstanstalt, der dem Heiligsten Herzen Jesu geweiht und als Pendant zum Herz-Mariä-Altar in der gegenüberliegenden Frauenbergerkapelle konzipiert ist. An zentraler Position befindet sich ein großes Gemälde von Albrecht Steiner von Felsburg, welches Jesus auf einem Regenbogen thronend zeigt, wie er dem Betrachter sein heiligstes Herz präsentiert. Auf den Altarflügeln sind die Heiligen Karl Borromäus und Leonhard (links) sowie Amalia und Ursula (rechts) dargestellt. Im Gesprenge befindet sich überdies eine Figur des heiligen Nikolaus von Tolentino. Im Glasfenster ist die Vision der heiligen Margareta Maria Alacoque dargestellt, in der Jesus Christus sie dazu beauftragt, für eine Verehrung seines heiligsten Herzens zu sorgen. An der Rückwand der Kapelle befindet sich ein Ölberggemälde von Johann Baptist Zimmermann.
Am östlichen Ende des Nordschiff findet man schließlich die Eckherkapelle – benannt nach der Familie Eckher von Kapfing, aus der unter anderem der Freisinger Fürstbischof und Stifter des Loretoklosters, Johann Franz Eckher von Kapfing und Liechteneck (1649–1727), hervorging. Der 1870 entstandene neugotische Altar ist dem heiligen Josef geweiht. Dementsprechend ist in der zentralen Nische eine Figur des Heiligen mit dem Jesuskind auf den Schultern zu sehen, die von Joseph Knabl geschaffen wurde. Von diesem stammen auch die Nebenfiguren des heiligen Johannes Nepomuk (links) und des heiligen Ulrich (rechts). Im Glasfenster, das nach einem Entwurf von Joseph Knabl gefertigt wurde, ist der Tod des heiligen Josef dargestellt. Außerdem befindet sich in der Kapelle ein kunstvoller neugotischer Beichtstuhl.

Altäre der Seitenkapellen
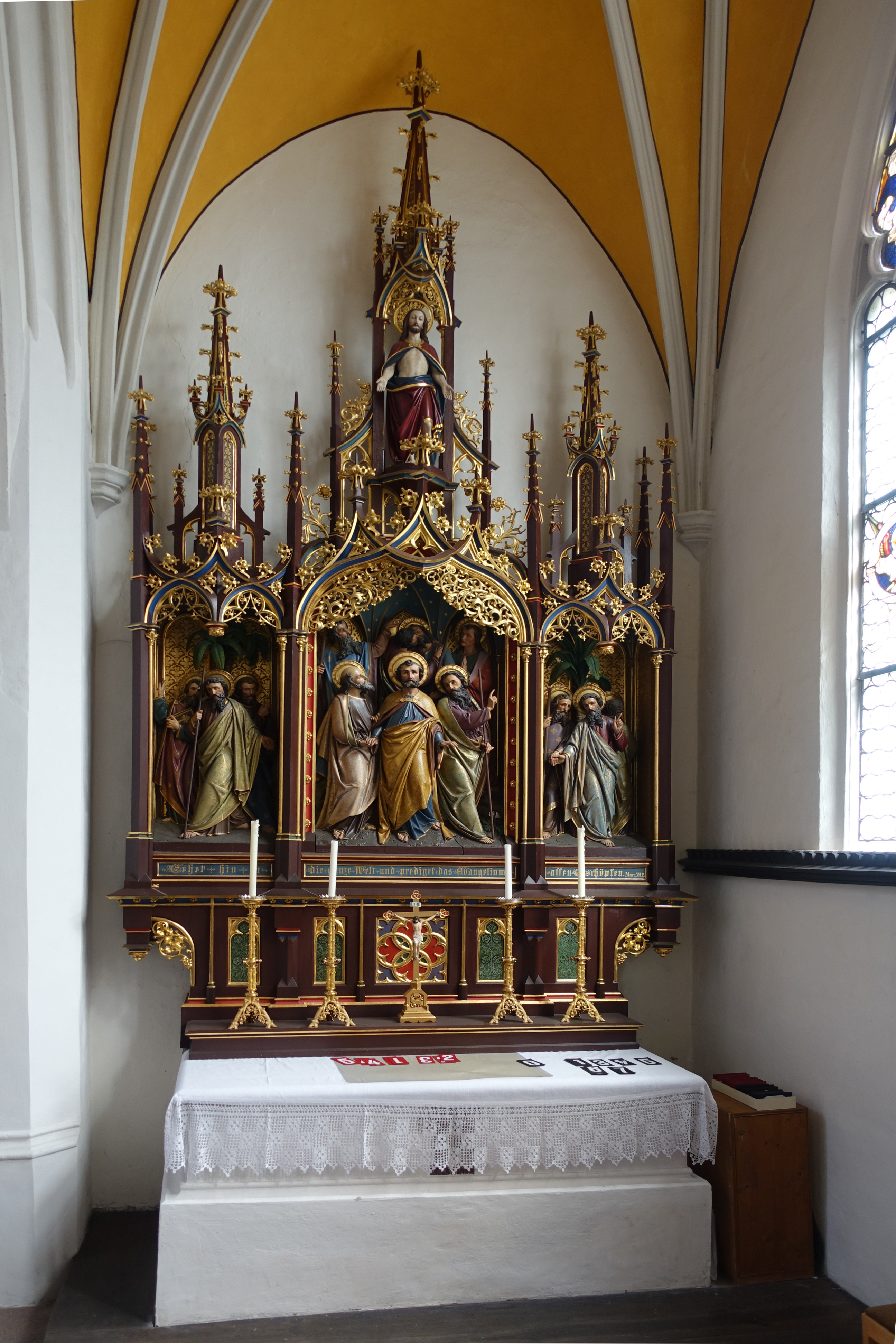
Bräuerkapelle Zwölfbotenaltar
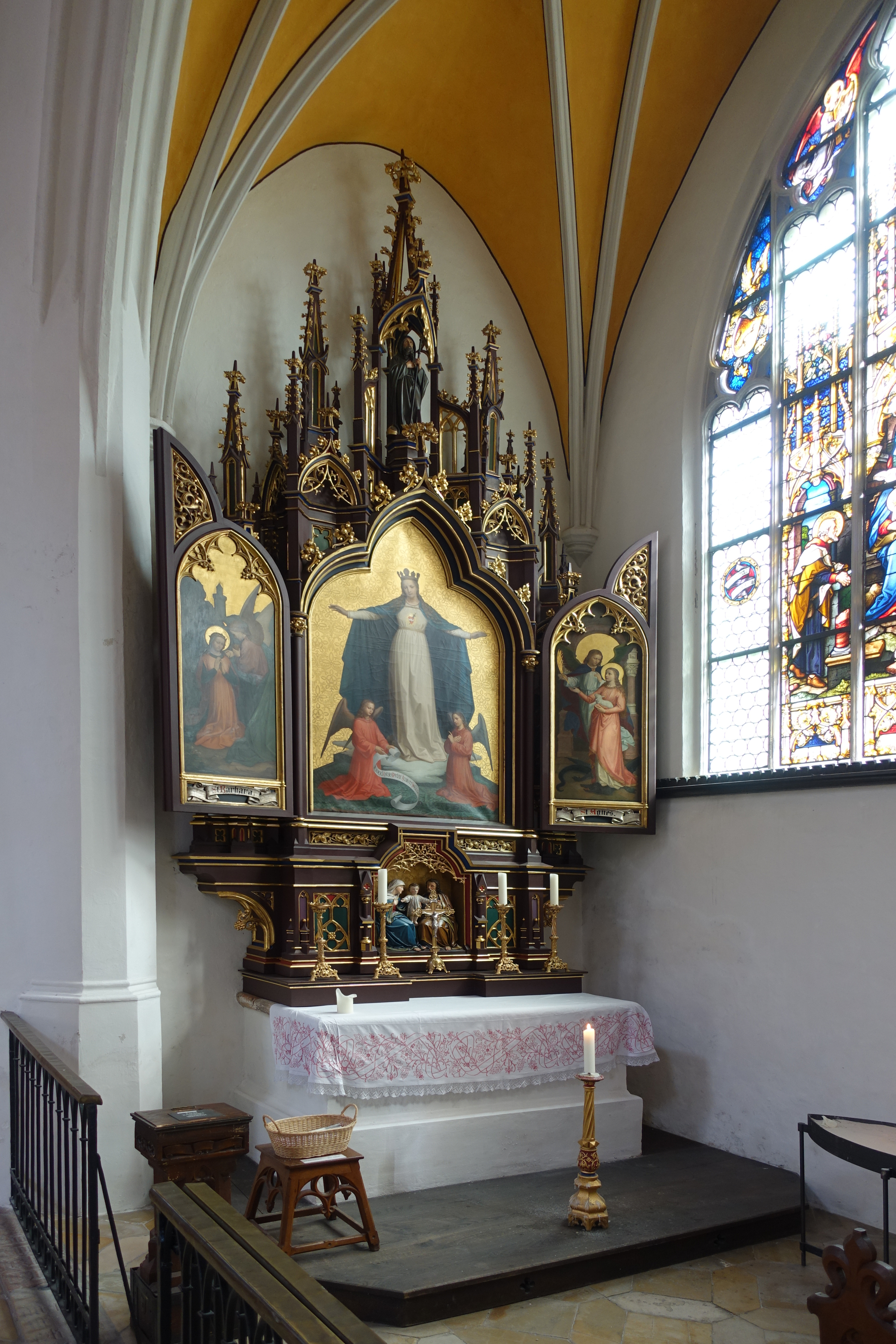
Frauenbergerkapelle Herz-Mariä-Altar
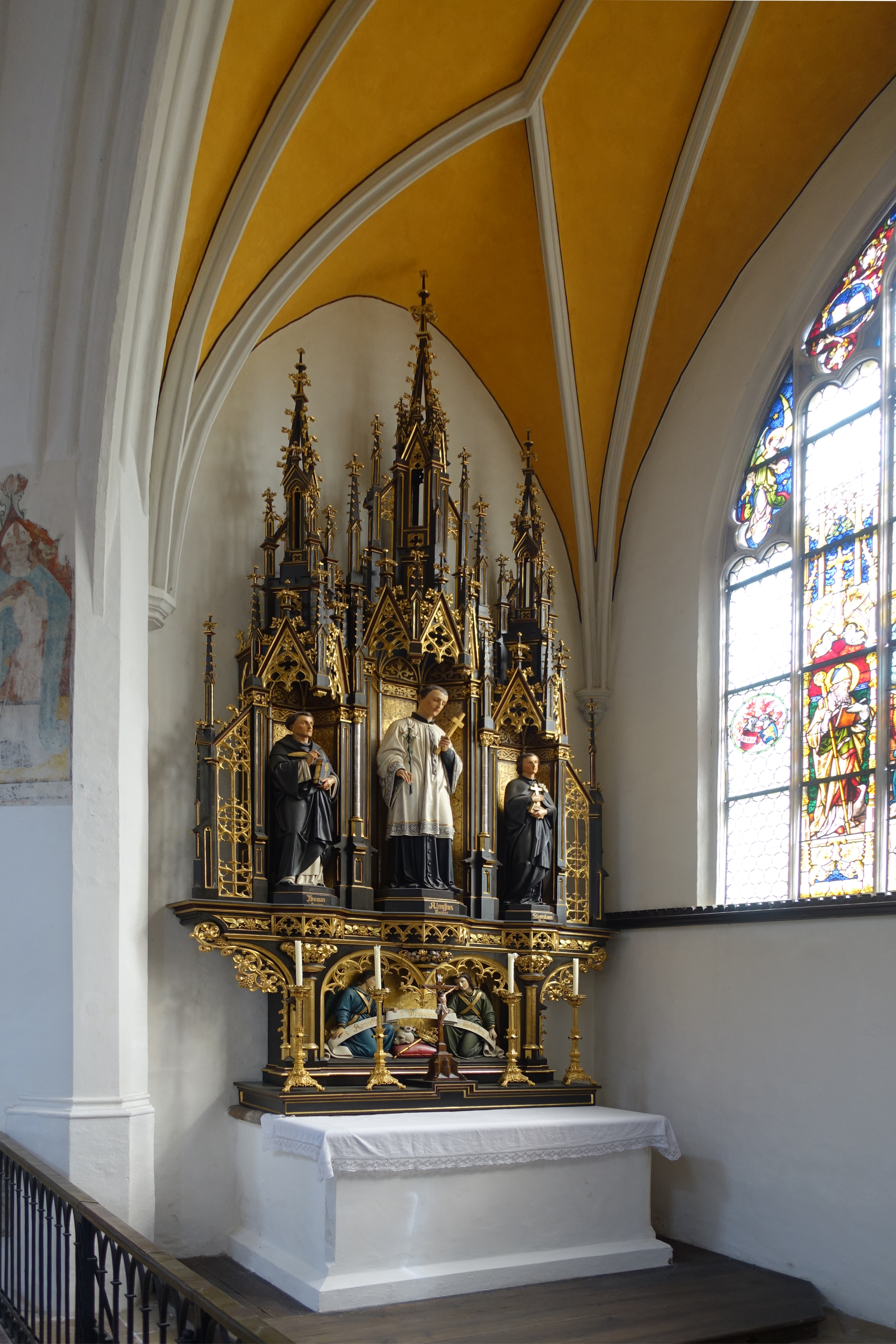
Weberkapelle Aloisiusaltar
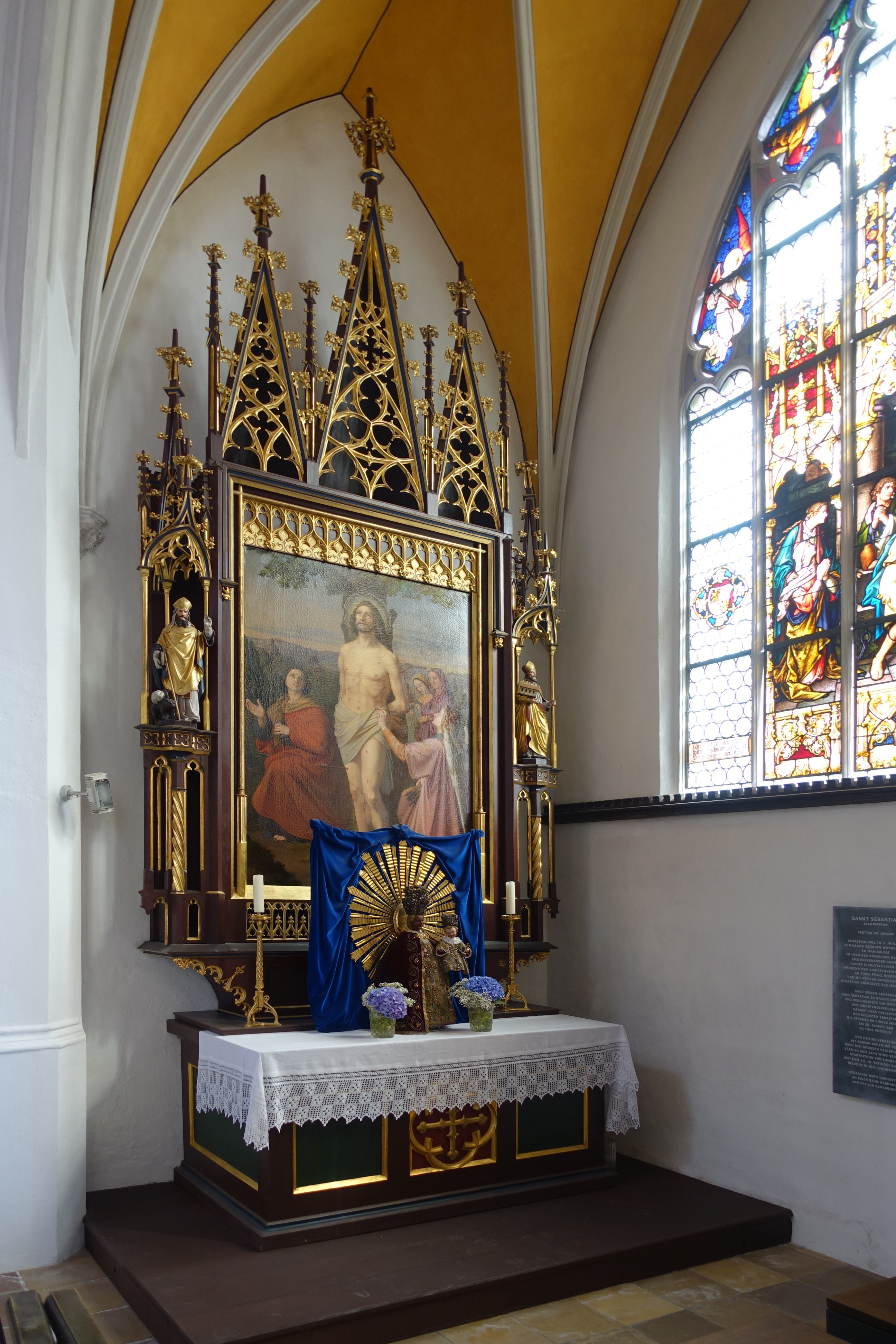
Fragnerkapelle Sebastianialtar
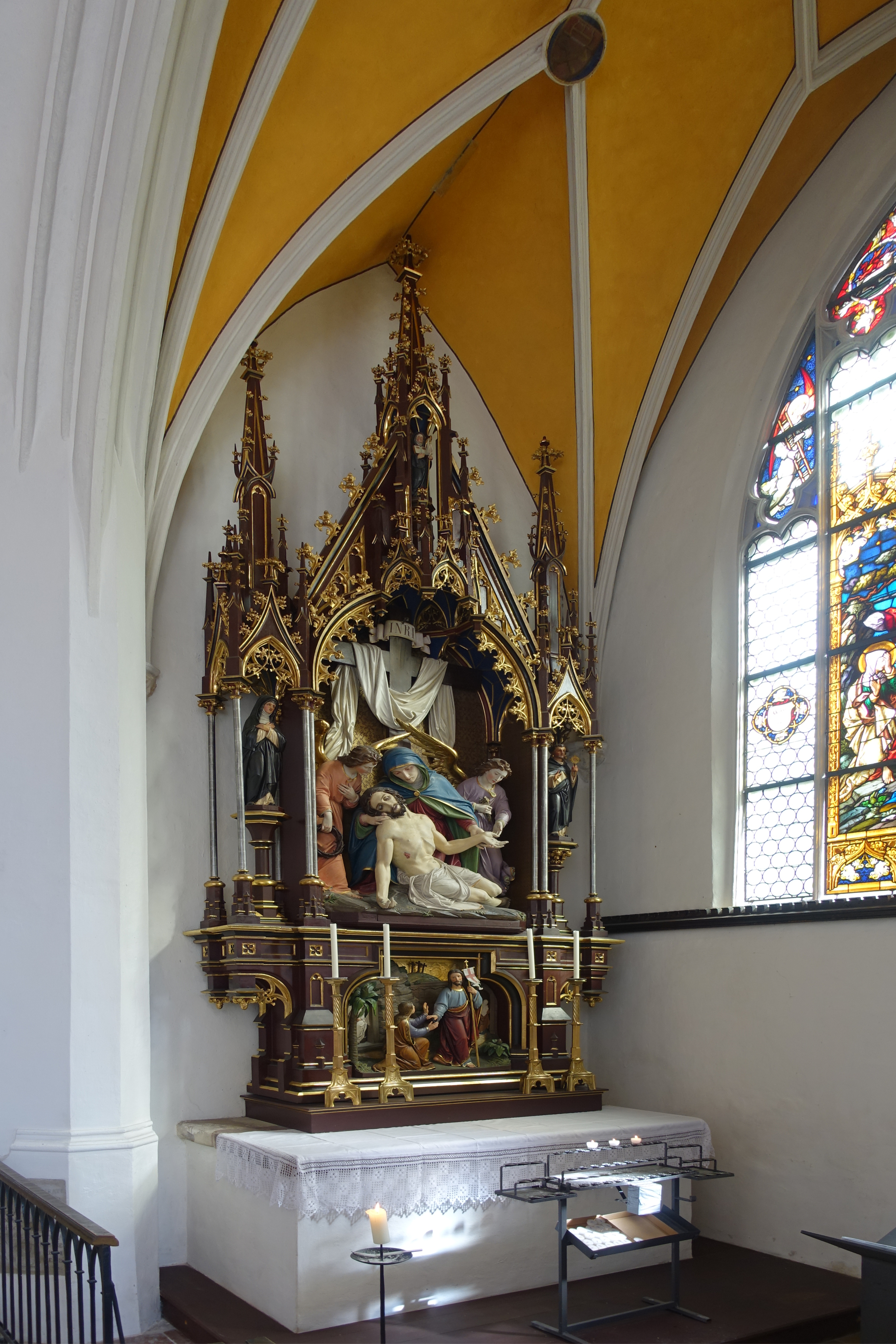
Schreinerkapelle Vesperbildaltar
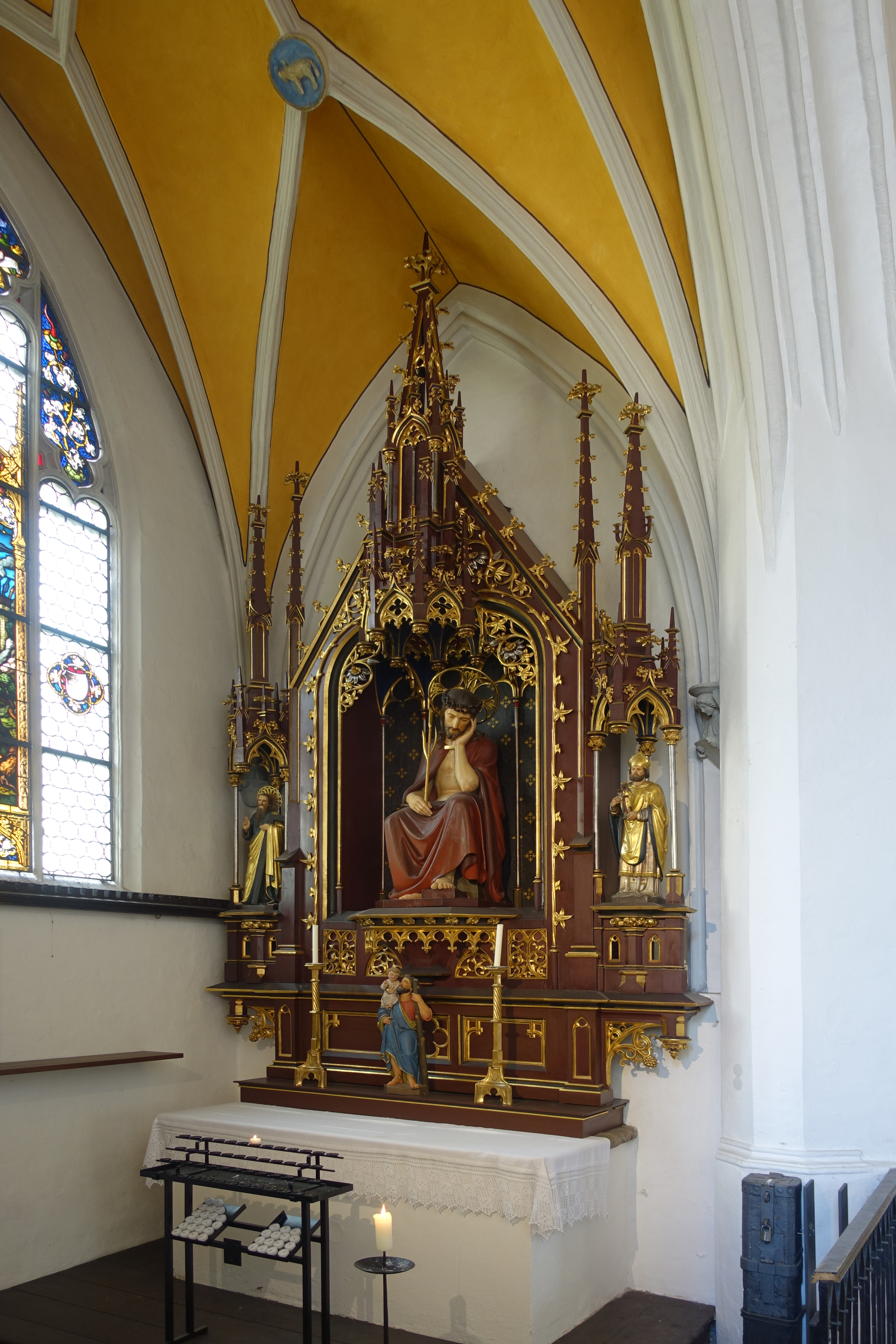
Metzgerkapelle Rastaltar
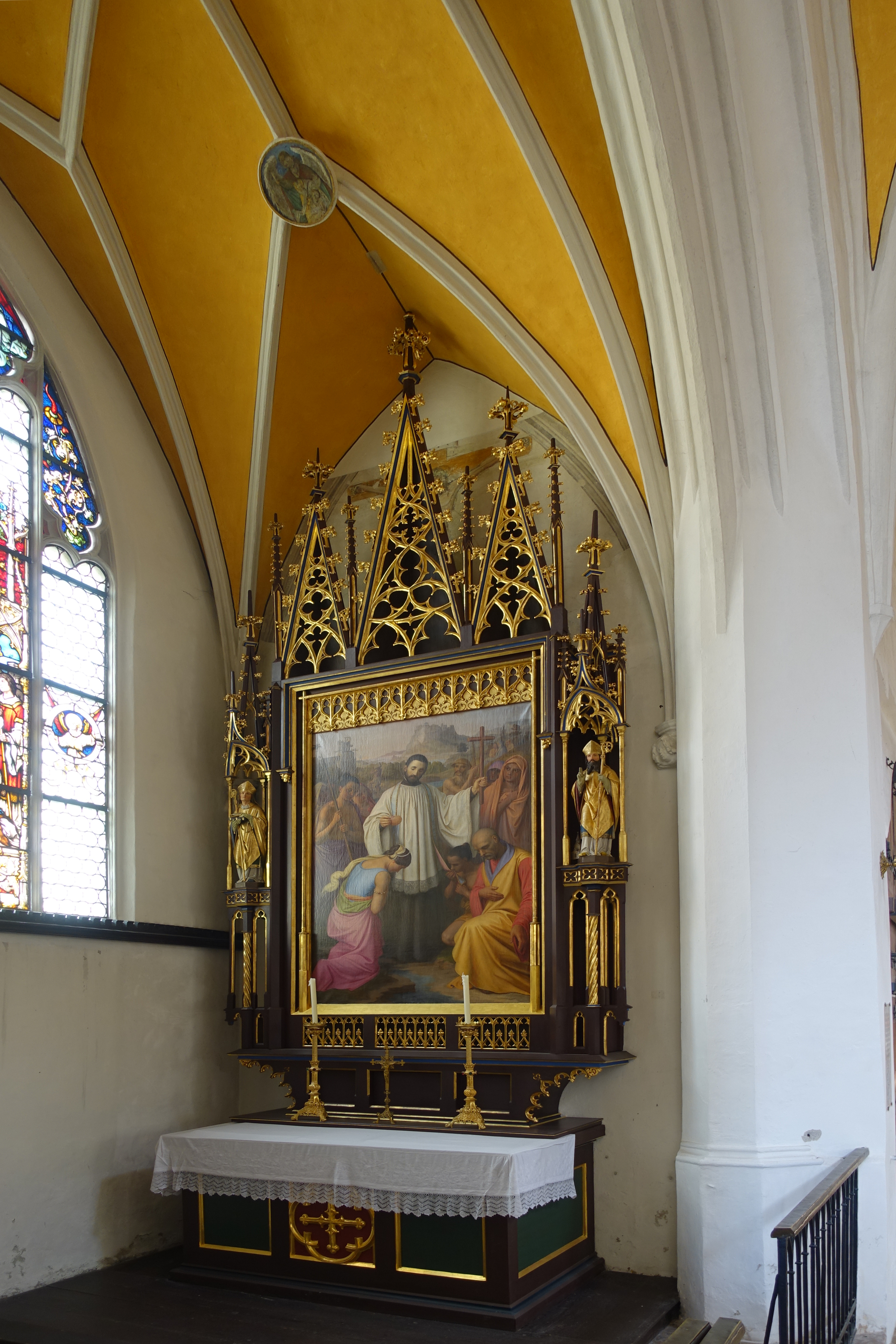
Bäckerkapelle Franz-Xaver-Altar
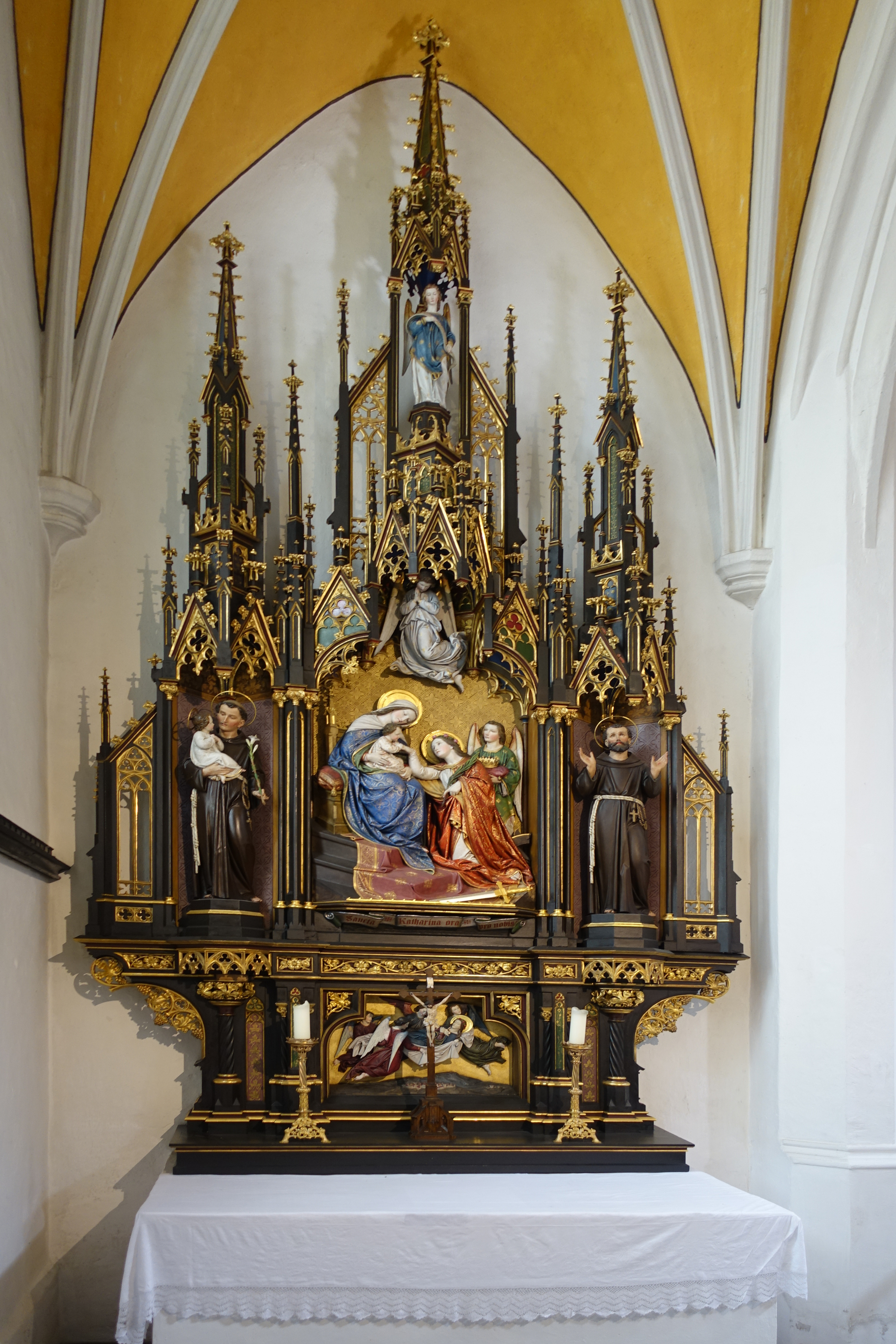
Hutmacherkapelle Katharinenaltar
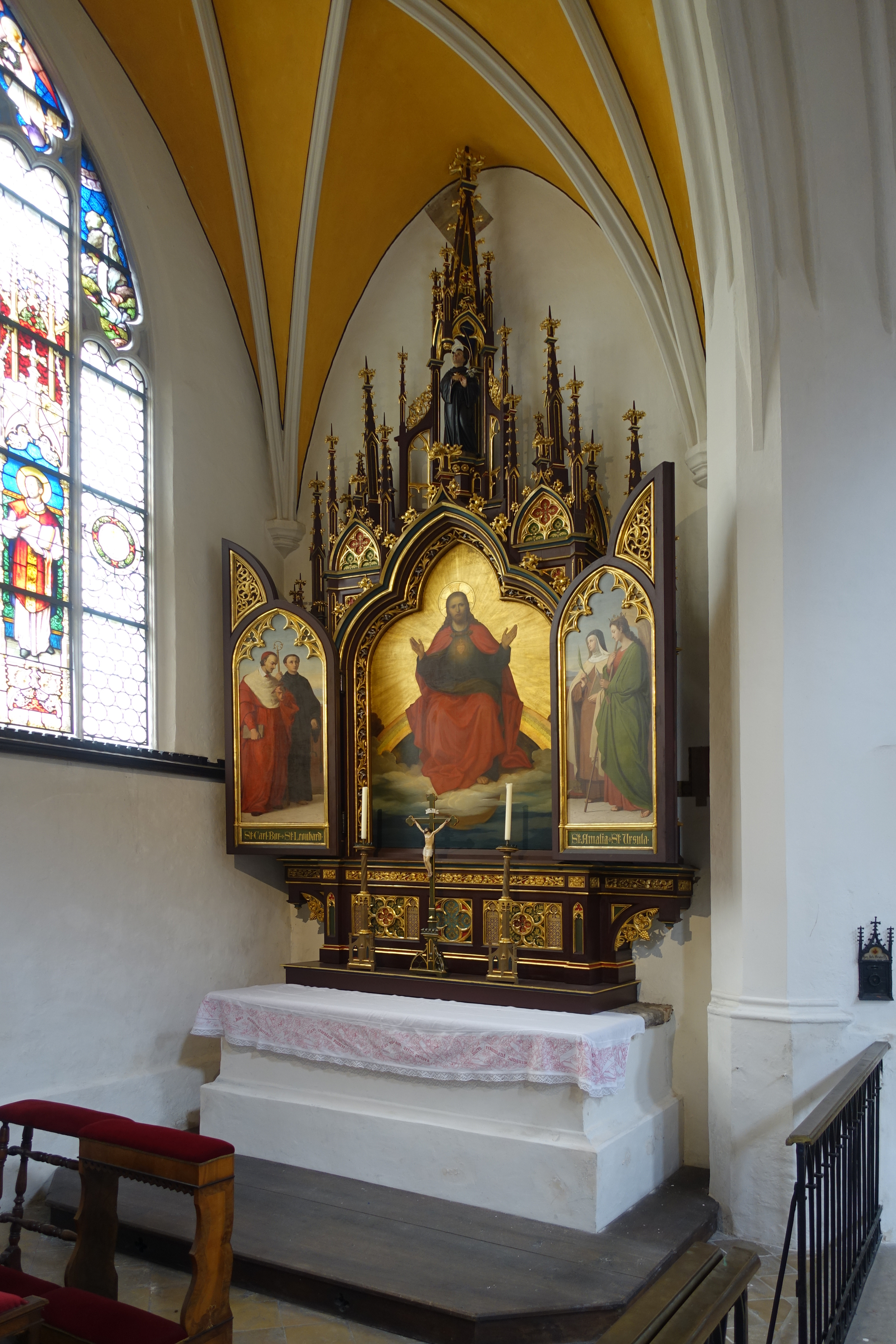
Schusterkapelle Herz-Jesu-Altar
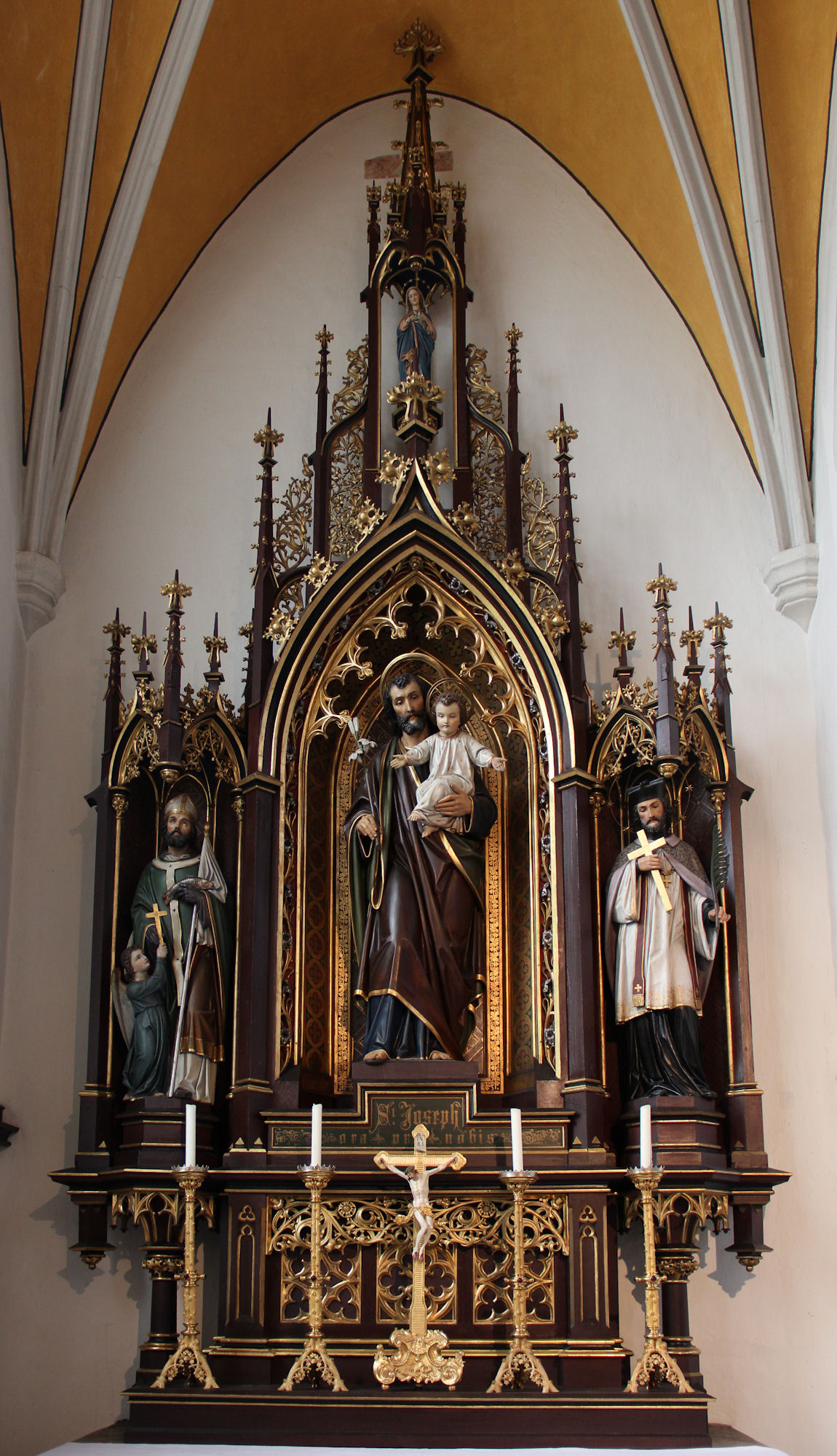
Eckherkapelle Josefsaltar

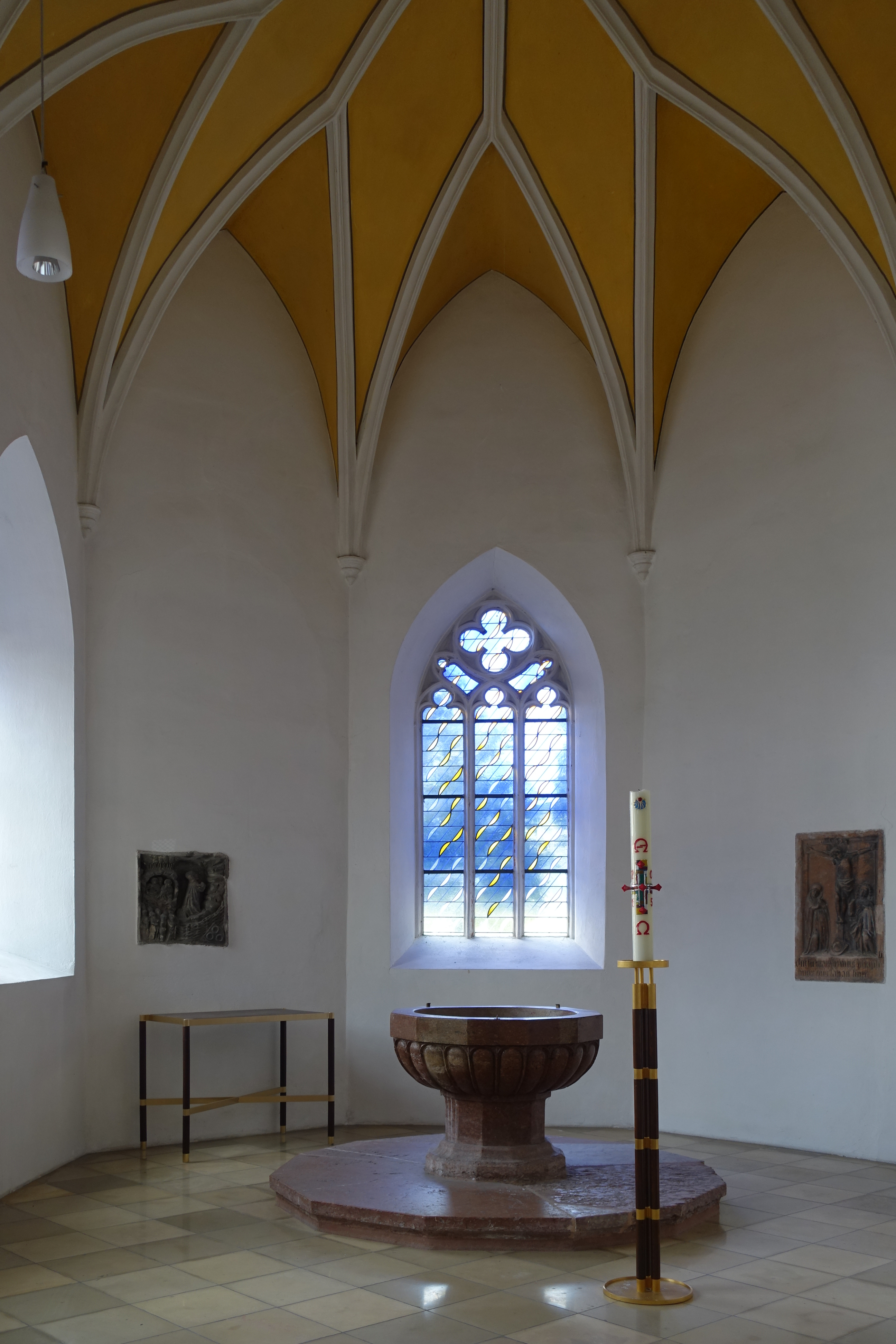
Innenansicht der Taufkapelle

Die Reihe der im 15. Jahrhundert angebauten Kapellen reicht auf der Nordseite mit der Christophoruskapelle sogar über das Seitenschiff hinaus. Zwischen der Kapelle, die heute keinen Altar und auch kein Glasgemälde beherbergt, und dem Chorraum befindet sich die Aschkapelle. Deren Bezeichnung rührt von den 1855 hierher versetzten Grabsteinen der Adelsfamilie von Asch her. Die Aschkapelle wurde als vorerst letzter Raum der Kirche Anfang des 16. Jahrhunderts eingewölbt und durch eine spitzbogige Öffnung mit dem Presbyterium verbunden. Heute dient die Kapelle wie bereits angedeutet als Lapidarium für Grabsteine und enthält den Zugang zur Veitskrypta. Zudem befindet sich an der Ostwand das um 1690 entstandene ehemalige Altarblatt des Corpus-Christi-Altares mit einer Abendmahlsszene des Münchner Malers Andreas Wolff.
Östlich an die Aschkapelle ist schließlich die Taufkapelle angebaut. 1629 wurde an deren Stelle ein erster Kapellenbau errichtet, die Maria-Einsiedel-Kapelle. Diese wurde in neugotischer Zeit abgebrochen und 1855 durch einen „stilgerechten“ Neubau ersetzt, der ursprünglich als Sakramentskapelle gewidmet wurde. Im Zuge der vorerst letzten Kirchenrenovierung wurde der Kapellenraum 1996 zur Taufkapelle umgewidmet und beherbergt daher den zwölfeckigen Taufstein der Kirche aus rotem Marmor. Diese dürfte um 1520 entstanden sein, stand ursprünglich am Hauptportal und wurde im 17. Jahrhundert an die Westwand der Oberndorferkapelle versetzt, bevor er 1996 seinen heutigen Platz fand. An der Ostseite der Kapelle sind seit 1973 außerdem ein Rotmarmorrelief der Kreuzigung Christi und eine Ölbergszene aus Sandstein, beide in spätgotischer Zeit um 1470 entstanden, in die vermauerten Fensternischen eingelassen. In den verbliebenen Öffnungen wurden 2003 Glasfenster der Firma Derix aus Taunusstein, gestaltet nach einem Entwurf des Künstlers Jochem Poensgen, eingesetzt.

### Krypta
Die Ausstattung der Krypta beschränkt sich neben dem einfachen Altar auf eine große Grabplatte aus rotem Marmor, die an den Ritter Heinrich von Staudach († 1483) erinnert. Dieser steht heute an der nördlichen Seitenwand auf Höhe des Altares. Bis 1937 war er nach Art eines Stifter-Hochgrabes vor dem Altar gelegen, wo sich eine unterirdische Grabgruft befindet. Die drei östlichen Fensteröffnungen wurden 2002 verbreitert und mit Onyx-Scheiben des Bildhauers Friedrich Koller versehen.

### Portale

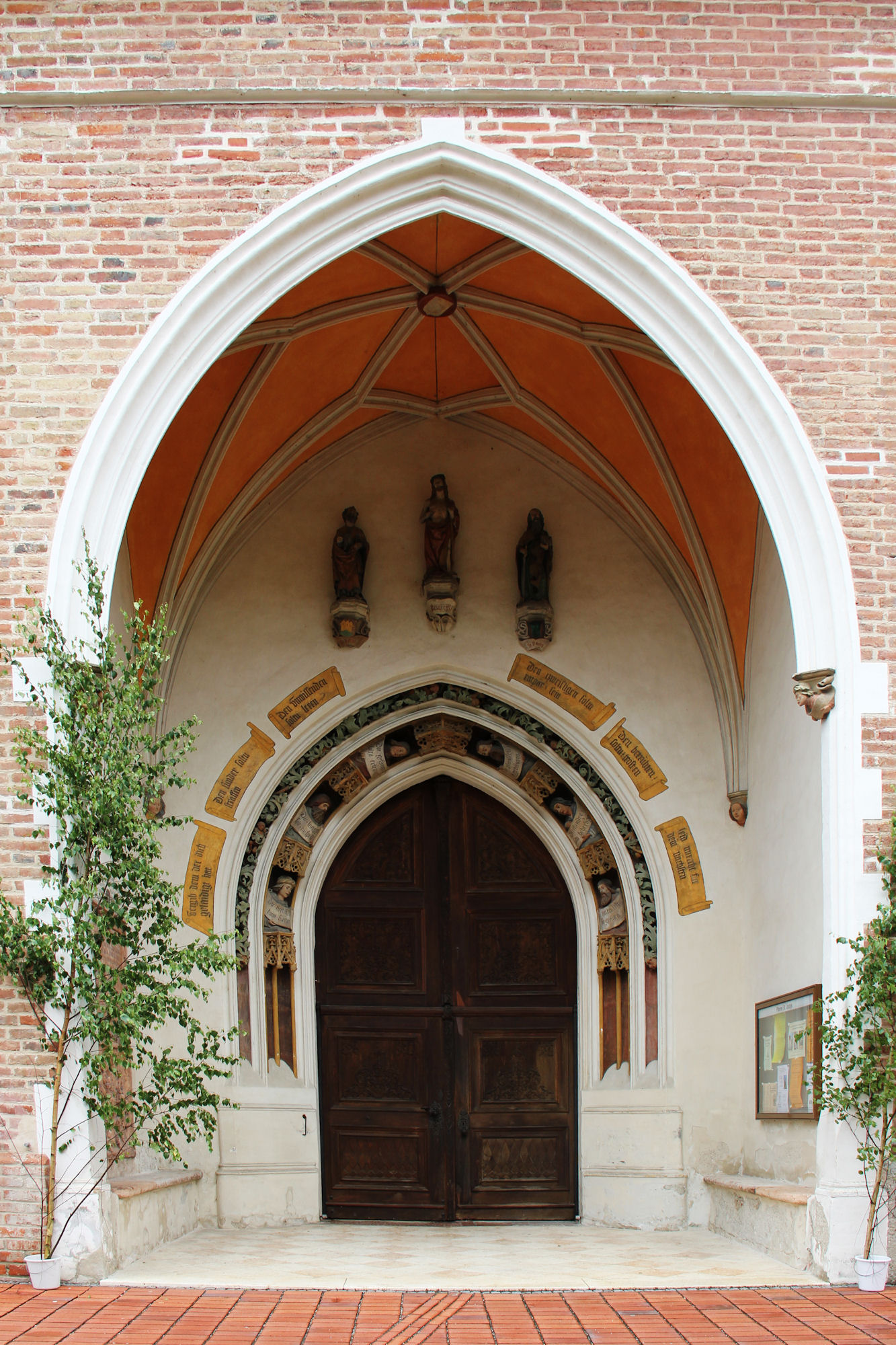
Spätgotisches Südportal (um 1460)

Ein herausragendes Beispiel spätgotischer Kunstfertigkeit ist das südliche Seitenportal, das um 1460 entstanden sein dürfte. Es ist, wie auch das Nordportal, durch eine offene, mit einem Netzrippengewölbe überspannte Vorhalle geschützt. Oberhalb des Portals ist eine Figurengruppe zu sehen. Diese umfasst neben Christus, der sich wie in der Thomasgeschichte (Joh 20,24-29 ) an seine Brustwunde fasst, auch die Apostel Petrus und Paulus. Das Portal wird von zwei Hohlkehlen umrahmt, wobei die innere sechs Männerbüsten unter Baldachinen zeigt. Diese erinnern mittels Spruchbändern an die leiblichen Werke der Barmherzigkeit. In der äußeren Hohlkehle sind zwischen Akanthusranken drei nackte Männer und drei Affen zu finden, welche die Lasterhaftigkeit und Dummheit darstellen sollen, die den Werken der Barmherzigkeit entgegenstehen. Außen herum werden auf weiteren Spruchbändern die geistlichen Werke der Barmherzigkeit genannt.
Das Hauptportal auf der Westseite der Kirche führt in eine Vorhalle, die von einem Rippengewölbe in sternförmiger Konfiguration überspannt wird. Zentrales Ausstattungsstück ist ein großes neugotisches Kreuz, das 1841 von dem Bildhauer Joseph Otto Entres geschaffen wurde.
Das Nordportal ist zwar insgesamt weit weniger aufwändiger gestaltet als das Südportal. Jedoch beeindruckt die Darstellung der heiligen Veronika mit dem Schweißtuch, die über dem Portalscheitel zu finden ist. Das spätgotische Wandgemälde entstand Anfang des 16. Jahrhunderts und wurde 1904 restauriert. Das Netzrippengewölbe wird in der Vorhalle des Nordhalle durch aufgemalte Rippen zusätzlich verdichtet, sodass eine Maßwerkkonfiguration entsteht.

### Orgeln
St. Jodok beherbergt zwei Orgeln: die alte Hauptorgel auf der Westempore und eine neue Chororgel, die an der Stirnwand des südlichen Seitenschiffes steht. Beide Instrumente sind klanglich sehr unterschiedlich konzipiert und ergänzen sich somit gegenseitig.

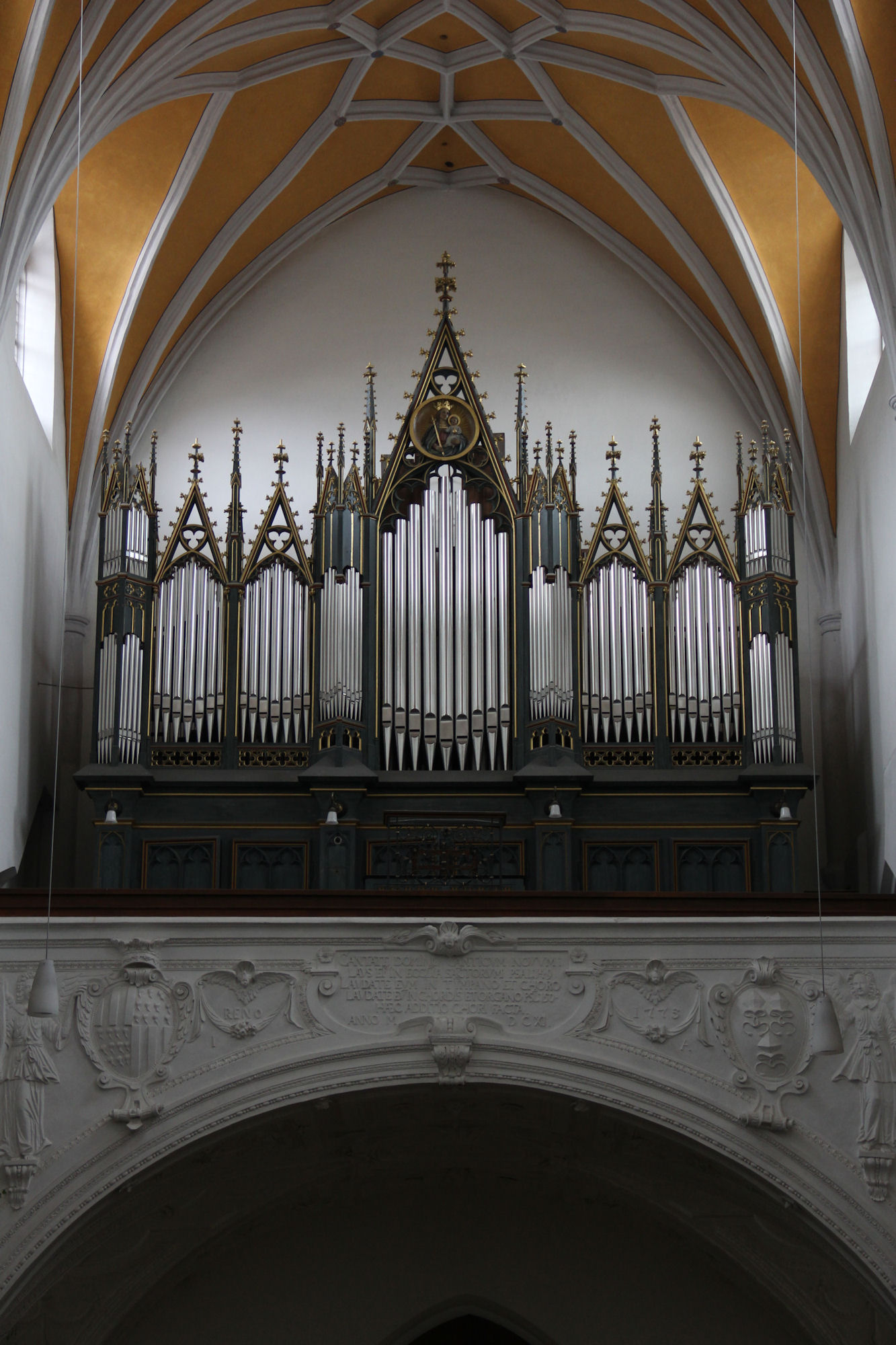
Hauptorgel von G. F. Steinmeyer & Co. (1890)

Nachdem 1611 die Orgelempore errichtet worden war, wurde dort 1625 ein erstes Instrument mit 17 Registern auf zwei Manualen und Pedal von dem Münchner Orgelbauer Hans Lechner aufgestellt, der wenige Jahre zuvor eine Orgel für die Landshuter Martinskirche geschaffen hatte. Die heutige große Hauptorgel von Georg Friedrich Steinmeyer (Opus 412) stammt aus dem Jahr 1890 und ist ein Werk der Romantik mit insgesamt 30 Registern auf zwei Manualen und Pedal. Das Kegelladeninstrument mit mechanischen Spiel- und Registertrakturen wurde 1966 durch Gerhard Schmid aus Kaufbeuren umgebaut und erhielt eine „neobarocke“ Disposition. Die letzte Überholung besorgte 1997 der Orgelbauer Armin Ziegltrum aus Steinrain bei Pfaffenberg. Dabei wurden auch die 1917 wegen der Buntmetallablieferung eingesetzten Zinkpfeifen wieder ausgetauscht. Die ursprüngliche Disposition von 1890 lautete wie folgt:
| I Hauptwerk C–f3 |                |     |
| 1.               | Bourdon        | 16′ |
| 2.               | Principal      | 8′  |
| 3.               | Tibia          | 8′  |
| 4.               | Viola da Gamba | 8′  |
| 5.               | Salicional     | 8′  |
| 6.               | Gedeckt        | 8′  |
| 7.               | Octave         | 4′  |
| 8.               | Gemshorn       | 4′  |
| 9.               | Dolce          | 4′  |
| 10.              | Octave         | 2′  |
| 11.              | Mixtur II-IV   |     |
| 12.              | Trompete       | 8′  |

| II Oberwerk C–f3 |                   |       |
| 13.              | Still Gedeckt     | 16′   |
| 14.              | Geigenprincipal   | 8′    |
| 15.              | Bourdonflöte      | 8′    |
| 16.              | Lieblich Gedeckt  | 8′    |
| 17.              | Aeoline           | 8′    |
| 18.              | Dolce             | 8′    |
| 19.              | Fugara            | 4′    |
| 20.              | Traversflöte      | 4′    |
| 21.              | Mixtur III        | 2 ⁄3′ |
| 22.              | Fagott&Clarinette | 8′    |

| Pedal C-d1 |             |         |
| 23.        | Principal   | 16′     |
| 24.        | Violon      | 16′     |
| 25.        | Subbaß      | 16′     |
| 26.        | Quinte      | 10 2⁄3′ |
| 27.        | Octave      | 8′      |
| 28.        | Violoncello | 8′      |
| 29.        | Flöte       | 4′      |
| 30.        | Posaune     | 16′     |

- Koppeln: II/I, I/P, II/P

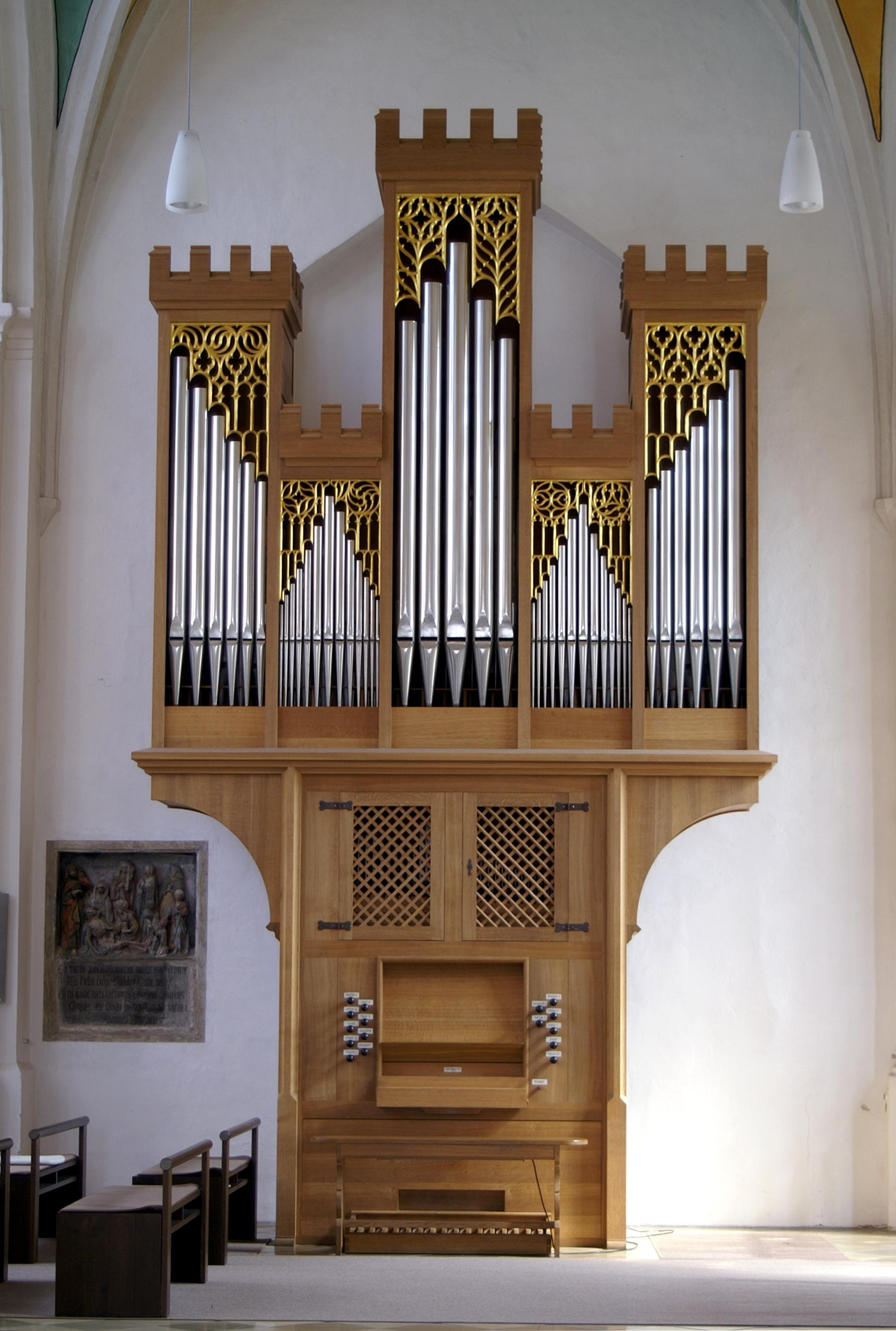
Chororgel von Jürgen Ahrend Orgelbau (1997)

Für die liturgische Praxis schuf Jürgen Ahrend (Opus 147) im Jahr 1997 eine zweimanualige Chororgel mit insgesamt 15 Registern in einem neugotisch anmutenden Prospekt. Das Instrument hat eine wohltemperierte Stimmung. Als Gegenstück zur großen Orgel ist die Disposition der rein mechanischen Chororgel auf die Darbietung von Musik „alter Meister“ vor 1800 angelegt. Sie lautet wie folgt:
| I Hauptwerk CD–d3 |                 |       |
| 1.                | Prinzipal       | 8′    |
| 2.                | Hohlflöte       | 8′    |
| 3.                | Piffaro (ab a0) | 8′    |
| 4.                | Oktav           | 4′    |
| 5.                | Oktav           | 2′    |
| 6.                | Quinte          | 1 ⁄3′ |
| 7.                | Mixtur IV       |       |
| 8.                | Cornett III     |       |

| II Brustwerk C–e3 |                 |       |
| 9.                | Holzgedackt     | 8′    |
| 10.               | Holzflöte       | 4′    |
| 11.               | Nasat           | 3′    |
| 12.               | Sesquialtera II | 2 ⁄3′ |
| 13.               | Regal           | 8′    |

| Pedal CD–d1 |          |     |
| 14.         | Subbaß   | 16′ |
| 15.         | Trompete | 8′  |

- Koppeln: II/I, I/P, II/P

### Glocken

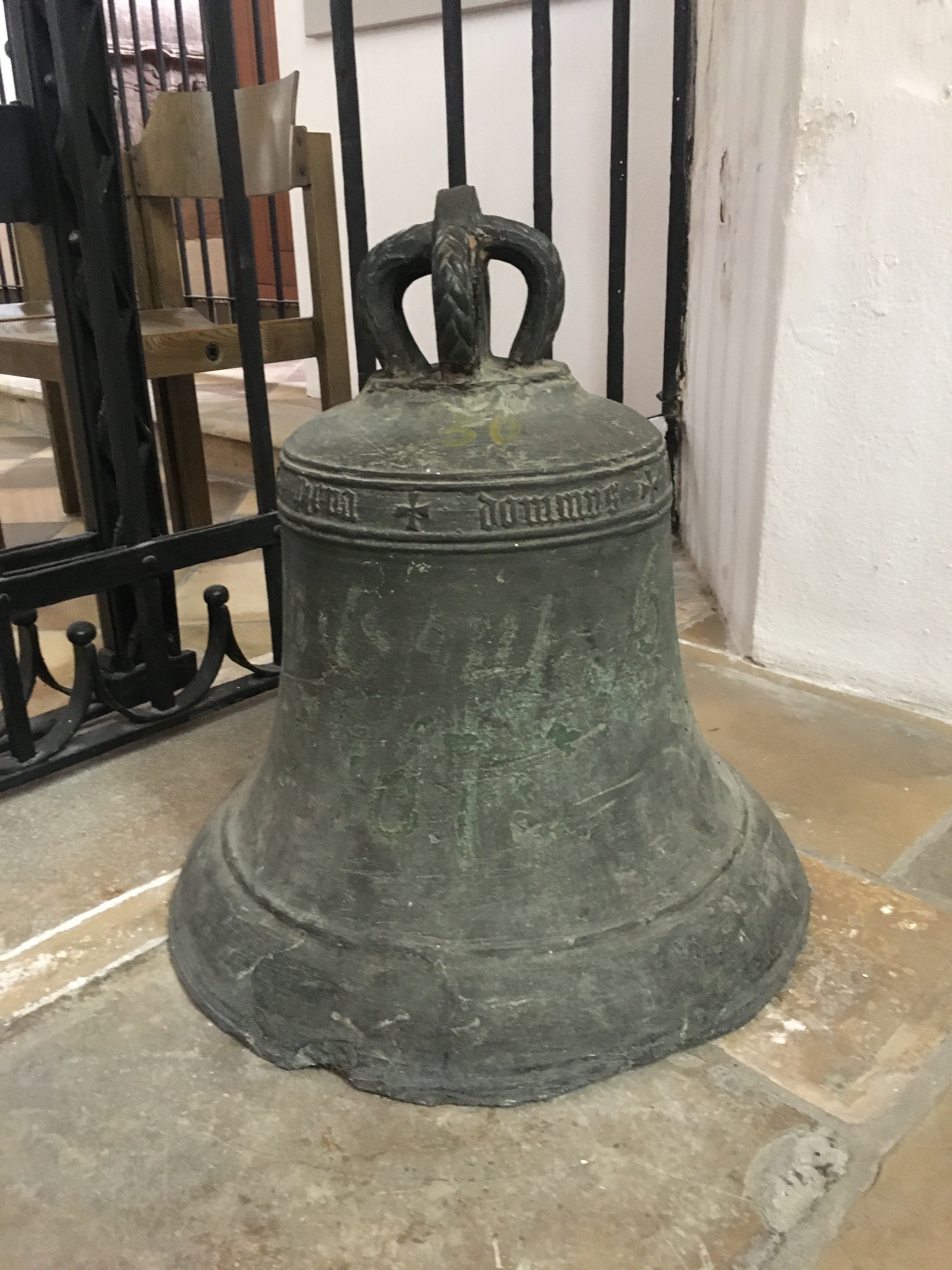
Glocke im Kircheninneren

Die drei ältesten Glocken läuteten schon bei der Landshuter Hochzeit 1475.
Nach der Beschlagnahmung und Einschmelzung der barocken Glocken 1917 war das Geläut 1919 entsprechend der Disposition eines Sachverständigen neu und größer konzipiert worden. Die damals neugegossenen Glocken fielen der Ablieferung 1942 zum Opfer.
Zum 650-jährigen Jubiläum 1988 wurde das Geläut nach Disposition des Sachverständigen und mit Mitteln des Restaurierungsvereins ergänzt. Die Schlagtonfolge ist aufgrund der historisch unterschiedlichen Rippen nicht ganz rein und mutet leicht verzogen an.
1. Jodoksglocke
Flachrelief „St. Jodok“ von Marlene Neubauer-Woerner: „Heiliger Pfarrpatron St. Jodok + bitte für uns Gestiftet vom Kirchenrestaurierungsverein St. Jodok 1988“
h0 3.500kg 176cm Durchmesser 140cm Höhe Perner Passau 1988
2. Herrenglocke
+ hoc signum magni regis est in cuius manu omnia sunt - adoremus eum - quoniam ipse fecit nos +
d1 3.100kg 171cm 137cm Landshuter Gießhütte 1454
3. Sebastiansglocke
Flachrelief des Stadtpatrons von Slavko Oblak: „Heiliger Stadtpatron + Sankt Sebastian + bitte für uns“
e1 1.500kg 132cm 106cm Perner Passau 1988
4. Frauenglocke
+ anno dni m ccc xlvll - osanna filio david benedictus qui venit in nomine domini rex israhel o rex glorie veni cu pace sanctus o maria
fis1 1.950kg 135cm 108cm Maister Stephan Ziengießer und Maister Hannsen Clefeldt Hornmeister Landshut 1356
5. Rosenkranzglocke
Flachrelief Rosenkranzmadonna von Karl Reidel: „- 1942 Für den Krieg mißbraucht - 1988 neu gegossen - Hl. Maria erhalt den Frieden“
a1 620kg 99cm 80cm Perner Passau 1988
6. Meßglocke („Zügenglocke“)
„Ich bin der Weg, die Wahrheit unt das Leben - niemant kumt zum Vater dann durch mich“ - Johannes XIV - Lienhard Peringer goss mich zue Landshuet als man zahlt MDXXXXVIII
cis2 260kg 88cm 70cm Lienhard Peringer Landshut 1548